# Liste des participants à l'expédition des Mille
Les Mille (en italien i Mille) constitue la formation garibaldienne qui a pris part, en 1860, à la campagne militaire en Italie méridionale  connue sous le nom de l'expédition des Mille afin de conquérir le royaume des Deux-Siciles et de l'annexer au royaume de Sardaigne de la maison de Savoie.

## Organisation
Le contingent des volontaires, qui, dans un premier temps, prit le nom de chasseurs des Alpes, était ainsi subdivisé :
- Commandant : Giuseppe Garibaldi
- Secrétaire du commandant : Giovan Battista Basso
- État-major commandé par Giuseppe Sirtori :
  - Francesco Crispi, Giorgio Manin, Salvatore Calvino, Achille Majocchi, Giacomo Griziotti, Bocchette, Giacinto Bruzzesi
- Aide de camp : Stefano Turr, Guglielmo Cenni, Francesco Montanari, Giuseppe Bandi, Pietro Stagnetti
- Intendance : Giovanni Acerbi, Paolo Bovi, Francesco Maestri, Carlo Rodi
- Ier compagnie commandée par Nino Bixio
- IIe compagnie commandée par Vincenzo Orsini
- IIIe compagnie commandée par Francesco Stocco fervent républicain, il refusa le commandement qui passa à Francesco Sprovieri
- IVe compagnie commandée par Giuseppe La Masa
- Ve compagnie commandée par Francesco Anfossi
- VIe compagnie commandée par Giacinto Carini
- VIIe compagnie commandée par Benedetto Cairoli
- Carabiniers génois commandés par Antonio Mosto

Navires :
- Le Piemonte, commandé par Garibaldi, pilote, Salvatore Castiglia
- Le Lombardo, commandé par Bixio, pilote, Augusto Elia

## Provenance par région
- Piémont 29
- Nice 3
- Ligurie 160
- Lombardie 435 (dont 174 Bergamasques et 63 bresciani)[1]
- Trentin 11[2]
- Haut-Adige 1
- Frioul 21
- Vénétie 151
- Émilie-Romagne 39
- Toscane 82
- Les Marches 11
- Ombrie 5
- Latium 9
- Sardaigne 3
- Les Abruzzes 1
- Campanie 17
- Les Pouilles 4
- Basilicate 1
- Calabre 21[3]
- Sicile 42

Le plus jeune n'a pas onze ans, il s'agit du jeune Vénitien Giuseppe Marchetti, de Chioggia, qui s'embarque avec son père. Les manquants sont constitués de personnes nées à l'étranger ou de provenance inconnue ou d'étrangers.

## Les membres étrangers
Les Mille ne comprenaient pas que des Italiens mais aussi des étrangers ou des Italiens nés à l'étranger ainsi qu'une femme née en Savoie.
Voici un extrait de la liste :
- Francesco Antonio Merigone (Gibraltar 18/4/1836).
- Francesco Bidischini (Smyrne 28/9/1835), né dans l'actuelle Turquie.
- Emanuele Berio dit Il Moro (Angola 1840 - Naples 2/3/1861), né en Angola, alors colonie portugaise.
- Ernesto Benesch (Balschoru 1842).
- Natale Imperatori (Lugano 13/3/1830), né en Suisse.
- Menotti Garibaldi (Mostardas 1840 - Rome 1903), fils de Garibaldi, né au Brésil.
- Rosalia Montmasson (Saint-Jorioz, 12/6/1825), native de Savoie et femme de Francesco Crispi, elle est l'unique femme à faire partie de l'expédition en embarquant à Gênes après avoir été préparée directement. Mais elle n'est pas la seule femme à participer à l'expédition des Mille: Antonia Masanello et Jessie White Mario s'y trouveront également.
- Desiderano Pietri (Bastia - Calatafimi 15/3/1860) né en Corse (France).
- Carlo Podrecca, né en Slovénie frioulane.
- Ludovico Sacchy (Sopron 13/9/1826) né dans l'actuelle Hongrie.
- Stefano Türr (Baja 11/8/1825) né en Hongrie- Budapest 3/5/1908.
- Carlo Vagner (Meilen 15/8/1837) né en Suisse.
- Lajos Tüköry (Körösladány - Palerme 27/3/1860) né en Hongrie.
- Antonio Goldberg (Budapest ? 1826 - Sorrento ou Salerne 1862) né en Hongrie.

## Les volontaires siciliens et méridionaux
Près de 200 volontaires siciliens se joignent aux Mille, ils sont 500 lors de la bataille de Calatafimi et plusieurs milliers lors de la prise de Palerme. À la fin de la campagne, il y a 30 000 Siciliens, Calabrais, méridionaux en général dans l'armée méridionale de Garibaldi.

## Liste des Mille
Cette liste de 1089 garibaldiens qui débarquèrent à Marsala le 11 mai 1860 a été publiée dans la Gazzetta ufficiale del Regno d'Italia du 12 novembre 1878. En l'absence d'informations plus précises, la profession et la résidence se réfèrent au moment de la publication de la liste ou au moment du décès.

### A
1. Giuseppe Cesare Abba (Cairo Montenotte, 6 octobre 1838 - Brescia, 6 novembre 1910), écrivain[4].
2. Giuseppe Abbagnale (Casola di Napoli, 25 novembre 1816 - Aversa, 13 février 1869).
3. Domenico Abbondanza (Gênes, 18 juillet 1824 - ibid., 17 juillet 1901)[5], négociant.
4. Giovanni Acerbi (Castel Goffredo, 14 novembre 1825 - Florence, 4 septembre 1869), député au parlement.
5. Carlo Adamoli (Milan, 22 mars 1842 - ibid., 14 août 1896)[6], résidant à Melegnano métayer.
6. Isaia Luigi Agazzi (Bergame, 10 décembre 1838 - ibid., 9 janvier 1917)[6], officier de l’armée.
7. Vincenzo Agri (Florence, 15 avril 1833).
8. Giuseppe Ajello (Palerme, 1828 - ibid., 9 décembre 1869)[7].
9. Gerolamo Airenta (Rossiglione, 15 septembre 1842 - Plaisance, 22 décembre 1875)[5], propriétaire.
10. Clemente Alberti (Carugate, 23 novembre 1835 - Monza, 24 décembre 1924)[6], cafetier résident à Monza, sous-lieutenant des volontaires.
11. Giuseppe Alessio.
12. Benigno Alfieri (Bergame, 7 mars 1841 - ibid., 24 mai 1908)[6], chaudronnier.
13. Abramo Isacco Alpron (Padoue, 22 juin 1834), négociant.
14. Fermo Amati (Bergame, 17 février 1841 - Palerme, 1860).
15. Giovanni Amistani (Brescia, 7 avril 1831-Vérone, 5 janvier 1907). Il combat sur les barricades pendant les dix jours de Brescia. Au cours de la deuxième guerre d'indépendance italienne de 1859, il répond à l'appel de Garibaldi et il en fait de même en 1860 avec l'expédition des Mille. Il participe à la bataille de  Calatafimi, Palerme et du Volturno où il obtient un grade d'officier.
16. Domenico Andreetta (Portobuffolé, 6 février 1838), propriétaire.
17. Luigi Andreotti (San Terenzo, 20 février 1829 - Lerici, 26 avril 1871).
18. Francesco Anfossi (Nice, 1819), exclu du droit à la médaille et à la pension.
19. Federico Antognoli (Bergame, 17 août 1839 - Calatafimi, 1860), tailleur.
20. Giovanni Antonelli(Pedona, Camaiore, 13 décembre 1820).
21. Stefano Antonelli (Saiano, 20 août 1841 - 24 avril 1867). Boulanger de profession, il participe en 1860 à l'expédition des Mille, combattant comme simple soldat dans la 4e compagnie de Giuseppe La Masa à Calatafimi.
22. Alessandro Antongini (Milan, 1842 - ibid., 14 avril 1870).
23. Carlo Antongini (Milan, 19 septembre 1836), négociant.
24. Marco Antonini (San Daniele, 8 décembre 1834) négociant.
25. Febo Arcangeli (Sarnico, 3 janvier 1839), agent de négoce.
26. Isacco Arcangeli (Sarnico, 9 septembre 1838), pharmacien.
27. Sante Luigi Arcari (Cremona, 17 juillet 1826 - Milan, 19 avril 1871)
28. Giovanni Maria Archetti (Iseo, 13 janvier 1840-17 juin 1912). En 1859, il s'enrôle dans les Chasseurs des Alpes. En 1860, il prend part à l'expédition des Mille comme sergent de la brigade Eber, puis il est promu lieutenant. Il s'enrôle comme volontaire dans l'armée royale en 1866 afin de participer à la troisième guerre d'Indépendance italienne dans le corps d'armée du général Cialdini.
29. Rinaldo Arconati (Milan, 27 juillet 1845), avocat.
30. Ulisse Aretoca (nom peut-être erroné), son vrai nom Rebua Ulisse.
31. Achille Argentino (Sant'Angelo dei Lombardi, 1er décembre 1821), ingénieur et directeur de la succursale de la Banque de Naples.
32. Giovanni Armanino (Gênes, 13 mars 1839), cordonnier.
33. Antonio Armani (Riva di Trento, 6 février 1837)
34. Bartolomeo Armellini (Montepulciano, 24 mai 1843), marchand de primeurs.
35. Pietro Artiffoni (Bergame, 6 décembre 1818).
36. Zelindo Ascani (Montepulciano, 24 mai 1843), menuisier.
37. Giovan Battista Asperti (Bergame, 19 janvier 1839 - Romeno di Lombardia, 3 mars, 1920), propriétaire.
38. Vito Luigi Asperti (Bergame, 1845), propriétaire.
39. Angelo Astengo (Albissola, 20 septembre 1835), négociant.
40. Felice Astori (San Pellegrino, 2 novembre 1827), boulanger.
41. Adolfo Azzi (Trecenta, 25 août 1837 - Palerme, 4 juillet 1860).
42. Carlo Azzolini.

### B
1. Luigi Giuseppe Bacchi (Parme, 11 septembre 1843), résidant à Gênes, journalier.
2. Carlo Luigi Baderna (Plaisance, 17 août 1834), résidant à Castel San Giovanni mercier.
3. Alessandro Badaracchi (Marciano, 20 octobre 1836), lieutenant de l'armée.
4. Giuseppe Baice (Magrè di Schio, 7 septembre 1837 - ibid., 30 juin 1867)
5. Crescenzio Baiguera (Gardone Val Trompia, 6 septembre 1822 - Calatafimi, 15 mai 1860). De profession ouvrier, à 38 ans, il est incorporé dans la 4e compagnie. Blessé lors de la bataille de  Calatafimi, il meurt à Alcamo où il est enterré.
6. Pietro Baiocchi (Atri, 17 mai 1834 - Palerme, juin 1860) mort d'un coup de feu.
7. Antonio Davide Balboni (Cremona, 21 février 1831), barbier.
8. Angelo Baldassarri (Sale Marasino, 9 mars 1832 - Brescia, 25 mars 1864), boulanger, mort à l’hôpital de Brescia. Pendant la guerre de 1859, il s'enrôle dans le 59e régiment de l'armée piémontaise et se distingue lors de la bataille de Magenta et de San Martino. Au cours de la campagne de l'Italie  méridionale de 1860, il est incorporé comme sergent dans les Carabiniers génois. Il est blessé grièvement et est congédié pour infirmité contractée durant le service. Il meurt à Brescia, quatre ans après de ses blessures.
9. Francesco Baldi (Pavie, 21 février 1840), cordonnier.
10. Enrico Balicco (Bergame, 15 septembre 1838 - Bergame, 22 septembre 1861), palefrenier.
11. Carlo Banchero (Gênes, 6 mars 1838 - 6 mars 1868).
12. Emanuele Banchero (Savona, 14 octobre 1840), résident à Patasso (Pérou)
13. Giuseppe Bandi (Gavorrano, 15 juillet 1834 - Livourne, 1er juillet 1894), journaliste résidant à Livourne.
14. Tomaso Barabino (Gênes, 20 décembre 1834), portier.
15. Gerolamo Baracchi (Brescia, 20 avril 1831 - Palerme, 1860) mort à Palerme en raison de blessures.  Caporal de la 4e compagnie des Mille en 1860, il meurt pendant la prise de Palerme.
16. Luigi Andrea Baracchino (Livourne, 29 septembre 1835)
17. Giuseppe Baracco (Finalmarina, 8 octobre 1843), capitaine de la marine.
18. Oreste Baratieri (Condino, 12 novembre 1841 - Vipiteno, 8 avril 1901), major de l’armée et député au parlement.
19. Giovanni Barberi (Castelletto Ticino, 18 janvier 1840), négociant.
20. Enrico Barberis (Castelletto Ticino, 15 octobre 1843), négociant et propriétaire.
21. Alessandro Barbesi (Vérone, 27 juillet 1825), aubergiste.
22. Fortunato Bernardo Barbetti (Brescia, 20 janvier 1827 - 18 avril 1904). Ancien combattant de la première guerre d'indépendance italienne. En 1860, il incorpore la 4e compagnie.
23. Gerolamo Barbieri (Bussolengo, 7 juin 1839), vétérinaire.
24. Innocente Barbieri (Brescia, 21 décembre 1840 - Gavardo, 9 mai 1922). Orfèvre de profession, il prend part à la campagne de 1859 avec les Chasseurs des Alpes de Garibaldi. En 1860 il incorpore la 4e compagnie et se distingue lors de la bataille de  Villa Gualtieri. Il est promu au grade de sous-lieutenant.
25. Giuseppe Barboglio (Brescia, 3 septembre 1838 - Camignone di Passirano, 20 septembre 1919).
26. Giuseppe Baroni (Bergame, 29 août 1825).
27. Stefano Baruffi (Vignate, 24 décembre 1834), commerçant.
28. Tranquillino Baruffaldi dit Alfonso, (Barzio, 12 juillet 1839), résidant à  Milan
29. Enrico Napoleone Bassani (Ponte San Pietro, 8 mai 1836), officier réformé de l’armée royale.
30. Giuseppe Antonio Bassani (Chiari, 26 juin 1838 - 15 mars 1903). Domestique de profession, il s'enrôle parmi les Mille. Il combat à Calatafimi et participe à la bataille du Volturno comme sergent dans la 18e division. Il est décoré de la médaille d'argent de la valeur militaire pour la prise de Maddaloni.
31. Angelo Bassini (Pavie, 29 juillet 1815 - 1889), lieutenant-colonel à la retraite.
32. Giovanni Battista Basso (Nice, 11 décembre 1824), propriétaire, résidant à Caprera.
33. Luigi Bay (Lodi, 31 mai 1845), résidant à Plaisance
34. Domenico Bazzano (Palerme, 13 septembre 1827), portier.
35. Pietro Beccarelli (Porta al Borgo, 1822 - 14 août 1871)
36. Domenico Lorenzo Beccario (Gênes – Palerme, 1860)
37. Alessandro Beffagna (Padoue, 5 novembre 1835), résidant à Gênes, négociant.
38. Angelo Bellagamba (Gênes, 3 février 1843 - 12 mars 1870), marin.
39. Giuseppe Bellandi (Brescia, 16 décembre 1833 - 15 novembre 1910). En 1848, il s'enrôle comme tambour dans le 1er régiment brescian de la Garde mobile lombarde. Au cours de la guerre de 1859, il est des Chasseurs des Alpes et en 1860, il répond à l'appel de Garibaldi comme soldat de la 4e compagnie. Il est promu au grade de  sous-lieutenant pour la valeur de ses actes lors des combats de Villa Gualtieri. Au cours de la campagne garibaldienne de 1866 dans le Trentin, il est nommé lieutenant du 8e régiment du Corps des volontaires italiens.
40. Francesco Bellantonio (Reggio Calabria, 15 juin 1822), résidant à Naples commis.
41. Giuseppe Nicolò Belleno (Gênes – Calatafimi, 1860).
42. Antonio Bellini (Vérone, 7 juillet 1835), résidant à Bovolone commerçant.
43. Luigi Bellesia (Gênes, 1837), employé.
44. Aurelio Bellisomi (Milan, 25 avril 1836), résidant à Messine directeur au siège de la "Banca Nazionale".
45. Ernesto Belloni (Trévise, 24 mars 1841 - Reggio Calabria, 21 août 1860) mort en combattant.
46. Gaetano Benedini (Asola, 28 décembre 1830 - Florence, 31 mai 1868), chirurgien.
47. Ernesto Benesch (Balschoru, Bohême, 1842), sous-lieutenant de la légion auxiliaire hongroise. En mars 1865, il est dispensé de service pour raisons familiales. En 1868, il habite Turin. Pour ces raisons, il n'obtient pas la pension reversée aux Mille.
48. Giovan Battista Bensaia (Messine, 9 août 1825), magasinier.
49. Nicolò Bensaia (Messine, 1833 - Palerme, 14 octobre 1874).
50. Raimondo Benvenuti (Orbetello, 15 décembre 1842)
51. Bartolomeo Benvenuto (Gênes, 21 mars 1842), coiffeur.
52. Giovanni Maria Berardi (Brescia, 17 décembre 1840 -Bologne, 9 mars 1879). Durant l'expédition, il suit les troupes comme armurier.
53. Edoardo Beretta (Pavie, 1838 - ibid., 1870), propriétaire.
54. Giacomo Beretta dit Giovanni, (Barzanò, 13 juin 1838), résident à Milan, employé dans le privé.
55. Germano Bergoncini (Livorno Vercellese, 9 avril 1833), propriétaire.
56. Michele Berino (Barge, 6 septembre 1840, Pinerolo 1917), boulanger.
57. Emanuele Berio, dit Il Moro (Angola, 1840 - Naples, 2 mars 1861), mort à l'hôpital des Santi Apostoli en raison de ses blessures.
58. Giovanni Cristiano Berna (Trévise, 30 mars 1833), secrétaire de la société provinciale de Tir.
59. Lucio Marco Bertacchi (Bergame, 14 janvier 1837), écrivain public.
60. Ernesto Berthè dit Giuseppe (Lecco, 8 juillet 1832), résidant à Modène.
61. Arturo Berti (Pistoia), (?? 1845) résidant à Pistoia.
62. Enrico Berti (Vicence, 28 février 1826 - Cagliari, 5 avril 1861)
63. Giuseppe Bertini (mort à Livourne en 1861)
64. Giovanni Battista Giuseppe Bertolotto (Gênes, 2 décembre 1840 - ibid., 16 avril 1871)
65. Giovanni Battista Bertossi (Pordenone, 9 mars 1840 - Varazze, 1865), ingénieur.
66. Giacomo Bettinelli (Bergame, 12 juillet 1836), lieutenant dans le 71e d’infanterie.
67. Faustino Bettoni (Mologno, 24 juillet 1831 - Casazza, 20 septembre 1903), résidant à Molini di Colognola, pharmacien.
68. Alessandro Bevilacqua (Ancône), 10 septembre 1824), cordonnier.
69. Ergisto Bezzi (Cusiano, 16 janvier 1835 - Turin, 3 août 1920), commerçant.
70. Achille Maria Bianchi (Bergame, 12 novembre 1841), lieutenant du 43e d’infanterie.
71. Angelo Bianchi (Milan, 7 mai 1837), commerçant.
72. Ferdinando Bianchi (Bianchi (Italie), 3 mars 1797 - Naples, 7 janvier 1866), prêtre.
73. Ferdinando Martino Bianchi (Bergame, 4 février 1838), employé.
74. Gerolamo Bianchi dit Felice (Caronno Ghiringhello (ora Varesino), 5 juin 1841 - Palerme, 30 mai 1860) mort lors de prise  de Palerme sur la  place de la Fieravecchia.
75. Luigi Bianchi, dit Francesco (Cermenate, 20 avril 1837), résidant à Milan, tailleur.
76. Luigi Pietro Bianchi (Pavie, 12 septembre 1841 - Calatafimi, 15 mai 1860)
77. Massimo Bianchini (Livourne, 16 janvier 1844), résidant à Carrara, boulanger.
78. Francesco Bianco ou Lo Bianco (Catania, 25 janvier 1830 - 12 février 1863), brigadier, mort à cause d'un coup de fusil fortuit.
79. Francesco Bidischini (Smyrne, 28 septembre 1835)
80. Luigi Adolfo Biffi (Caprino Bergamasco, 24 mai 1846 - Calatafimi, 1860)
81. Claudio Bignami (Pizzighettone, 3 mars 1835)
82. Giovanni Battista Bisi (Legnago, 6 mai 1832), lieutenant dans les douanes.
83. Nino Bixio (Gênes, 2 octobre 1821 - Aceh, 16 décembre 1873), député au parlement, lieutenant général et capitaine de la marine.
84. Lorenzo Boaretto, dit Bigoli (Bovolenta, 16 mars 1836), négociant.
85. Stefano Boasi (Gênes, 4 mars 1841), commerçant.
86. Dario Bodini (Parme, 20 mars 1830 - ibid., 9 mars 1867)
87. Ambrogio Boggiano (Gênes, 31 août 1837 - Calatafimi, 15 mai 1860)
88. Cesare Boldrini (Castel d'Ario, 29 juin 1816 - Naples, décembre 1860), médecin chirurgien, mort de ses blessures lors de la bataille de Maddaloni, le 1er octobre 1860.
89. Giovanni Bolgia (Orbetello, 7 septembre 1840)
90. Luigi Bolis (Bergame, 4 juin 1841 - Figline Valdarno 13 mars 1932), bimbelotier.
91. Francesco Bollani (Carzago di Lonato, 20 septembre 1840 - 23 novembre 1922). Volontaire des Mille dans la 7e compagnie, puis dans la 15e division. Il est décoré de la médaille de la valeur militaire.
92. Luigi Bonacina (Bergame, 19 juin 1841 - Milan, 20 octobre 1864), mort à l'hôpital Fate Bene Fratelli de Milan.
93. Giuseppe Bonafede (Gratteri, 19 mars 1831), directeur du jardin d’acclimatation de Palerme.
94. Francesco Bonafini (Mantova, 11 octobre 1830), employé des finances.
95. Giacomo Bonanomi dit Pietro, (Côme, 2 février 1842), même résidence, notaire.
96. Ranieri Tertulliano Bonan (Livourne, 28 avril 1815 - 19 novembre 1871), machiniste.
97. Carlo Bonardi (Iseo, 7 novembre 1837 - Calatafimi, 15 mai 1860). Personnage important du Risorgimento de Brescia. Né dans une famille proche des idées libérales, Carlo Bonari s'inscrit à la faculté de droit de Padoue. En 1859, il s'enrôle comme volontaire dans les Chasseurs de Alpes avec qui il combat dans la Valteline. En 1860 il répond à l'appel de Garibaldi mais meurt lors de la bataille de  Calatafimi. Son corps ne fut jamais retrouvé.
98. Pasquale Bonduan (Mestre, 7 mai 1840), écrivain public.
99. Francesco Bonetti (Zogno, 11 juin 1841), lieutenant dans le 45e régiment d’infanterie.
100. Fedele Boni (Modène, 24 avril 1833), résidant à Parme journalier.
101. Francesco Alessandro Boni (Brescia, 3 octobre 1841), résident à Provezze, secrétaire communal. 29 juillet 1884). En 1860, il répond à l'appel de Garibaldi mais est gravement blessé lors de la bataille de  Calatafimi. Il est congédié.
102. Giacomo Bonino (Gênes, 16 octobre 1834 - 1er décembre 1871), commis.
103. Eugenio Paolo Bonsignori (Montirone, 30 août 1826 - Milan, 21 avril 1871). Médiateur de profession, en 1859 il fait partie des Chasseurs des Alpes comme fourrier et il est blessé le 15 juin lors de la bataille à Virle-Treponti. Lors de l'expédition de 1860, il est incorporé dans la 5e compagnie come sous-lieutenant, et pendant la guerre de 1866 dans le Trentin, il participe comme lieutenant au 7e régiment du Corps des volontaires italiens.
104. Carlo Bontempelli (Bergame, 18 mars 1832), chapelier.
105. Giuseppe Rinaldo Buontempo (Orzinuovi, 10 août 1830 - Palerme, 1860). Emigré dans le Piémont en 1848 pour raisons politiques, en 1860 il est parmi les Milles comme soldat de la 2e compagnie. Il est grièvement blessé lors de la bataille de Calatafimi, et meurt lors des combats de la prise de  Palerme[8].
106. Luigi Buonvecchi (Treia, 8 novembre 1825 -  ibid., 26 septembre 1861)
107. Giuseppe Borchetta (Mantova, 26 février 1827), ingénieur.
108. Giovanni Bordini (Padoue, 2 novembre 1828), résidant à Bologne, lieutenant en congés de l'armée royale.
109. Ercole Boretti (Pavie, 28 novembre 1836), employé municipal.
110. Ferdinando Borgognini (Florence, 1838), cordonnier.
111. Carlo Pietro Borgomaineri (Milan, 1833 - Rio de Janeiro, 14 octobre 1875), écrivain public extraordinaire à la Cassa Depositi e Prestiti.
112. Antonio Borri (Roccastrada, 16 janvier 1833), agriculteur.
113. Antonio Borso (Padoue, 13 juin 1818 - Turin, 2 avril 1863), mort à l’hôpital San Giovanni di Turin, garçon.
114. Giovanni Battista Boschetti (Covo, 6 août 1841), pharmacien.
115. Carlo Bossi dit Filippo (Sant'Ambrogio Olona, 10 novembre 1840), même résidence.
116. Salvatore Bottacci (Orbetello, 4 janvier 1843), liquoriste.
117. Cesare Bottagisi (Bergame, 18 avril 1831 - Calatafimi, 1860)
118. Luigi Enrico Bottagisi (Bergame, 25 janvier 1830), cordonnier.
119. Martiniano Bottagisi (Bergame, 2 janvier 1817), garçon.
120. Giuseppe Ernesto Bottero (Gênes, 3 décembre 1832), commerçant.
121. Giovanni Botticelli (Salò, 13 janvier 1834 - Palerme, 1860). Volontaire en 1859 dans les Chasseurs des Alpes, en 1860, il s'enrôle dans les Mille. Il meurt au combat lors de la prise de Palerme.
122. Giuseppe Girolamo Bottinelli (fu Gaetano) (Viggiù, 18 août 1831), même résidence, marbrier.
123. Vincenzo Bottone (Palerme, 24 décembre 1838), sous-lieutenant de vaisseau.
124. Paolo Bovi Campeggi (Bologne, 1814 - ibid., 28 septembre 1871), lieutenant général.
125. Eligio Bozzani (Fontanellato, 11 février 1839), propriétaire.
126. Romeo Bozzetti (San Martino in Beliseto, 25 février 1835), résident à Alessandria, officier supérieur de l'armée.
127. Giovanni Battista Bozzo (Gênes, 9 mars 1841), commerçant.
128. Candido Bozzola (Legnago, 16 juillet 1835), négociant boulanger.
129. Ferdinando Braca (Montanara, ora Cadestefani, 26 février 1835)
130. Gustavo Giuseppe Braccini (Livourne, 21 mars 1836), maçon.
131. Amari Giuseppe Bracco (Palerme, 29 mars 1829), agent de change.
132. Cesare Braico (Brindisi, 24 octobre 1816 - Rome, 1887), médecin de profession, député et président du conseil supérieur de la santé.
133. Prospero Brambilla (Bagnatica, 4 mai 1839).
134. Pietro Giuseppe Bresciani (Adrara San Martino, 23 décembre 1836), notaire.
135. Vincenzo Briasco (Gênes, 22 septembre 1842), typographe.
136. Giovanni Edoardo Brizzolaro (Bergame, 7 mars 1841), agent d'études.
137. Giovanni Battista Brunialdi (Poiana Maggiore, 3 mai 1839), résident à Turin.
138. Pietro Bruntini (Bergame, 14 mars 1833 - Catanzaro, 6 octobre 1860), blessé à Calatafimi et à Palerme, mort a Catanzaro à cause de ses blessures, fileur.
139. Filippo Bruzzesi (Torrita, 1834), négociant.
140. Giacinto Bruzzesi (Cerveteri, 13 décembre 1822 - Milan, 25 mai 1900), commerçant.
141. Pietro Bruzzesi (Civitavecchia, 15 octobre 1832) résidant à New York.
142. Emilio Buffa (Ovada, 18 novembre 1833 - Turin, 23 décembre 1875), barbier.
143. Jacopo Augusto Bulgheresi (Livourne, 20 juin 1844), barbier.
144. Luigi Bullo (Chioggia, 14 août 1829 - Venise, 17 décembre 1871)
145. Federico Buonvicini (Terranegra, 3 octobre 1839), commissaire et médiateur.
146. Carlo Burattini (Ancône, 4 mars 1827 - Camerano, 23 juillet 1870), capitaine de la marine.
147. Antonio Burlando (Gênes, 2 décembre 1823 - 1895) propriétaire.
148. Vincenzo Buscemi (Palerme, 21 mai 1816)
149. Alessandro Butti (Bergame, 23 février 1844 - ibid., 8 juin 1877), cordonnier.
150. Francesco Buttinoni (Treviglio, 16 juin 1828), résident à Isso, métayer.
151. Emilio Buttironi (Suzzara, 17 mars 1844), photographe.
152. Antonio Butturini (Pescantina, 23 novembre 1826), résident à Vérone, agent de pharmacie.
153. Giovanni Buzzacchi (Medole, 15 octobre 1836 - ibid., 21 janvier 1900), médecin et chirurgien, résident à Medole, il abandonne temporairement ses études universitaires pour participer à l'expédition des Mille, combattant et pratiquant l'activité de médecin de camp.

### C

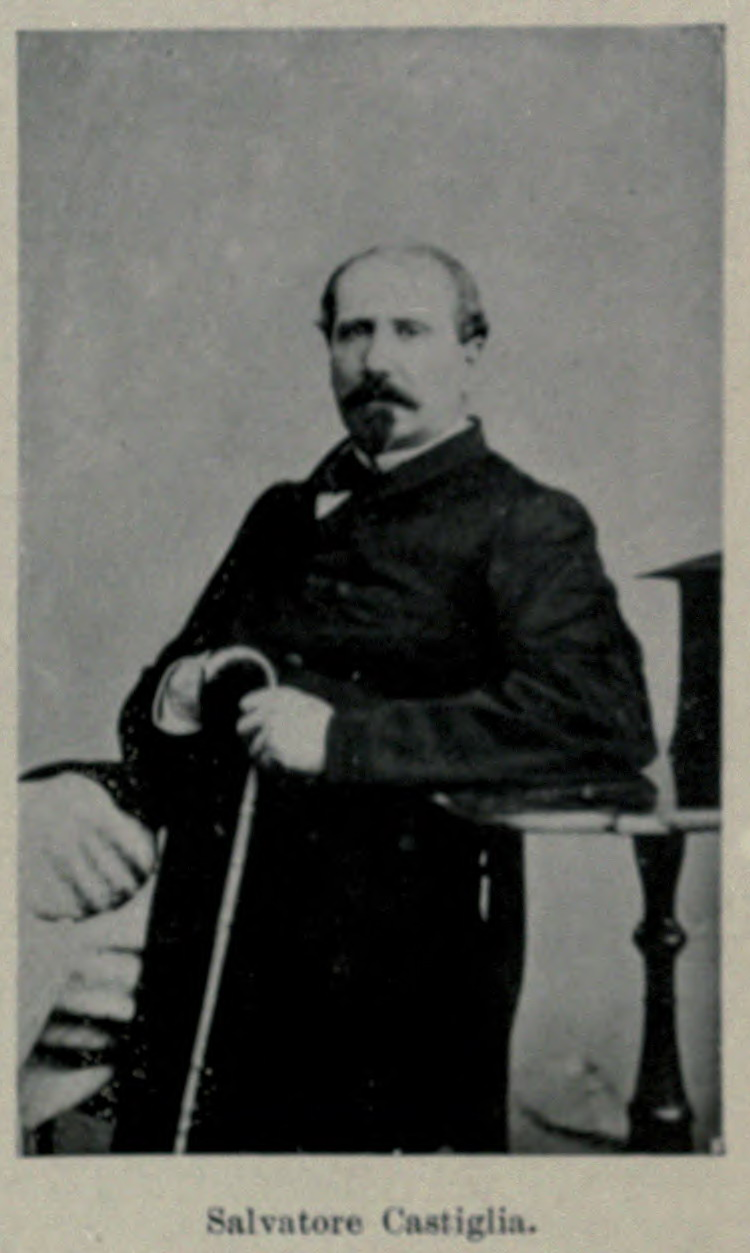
Salvatore Castiglia

1. Carlo Caccia (Monticelli d'Oglio, 15 décembre 1838), officier réformé de l’armée royale.
2. Ercole Caccia (Bergame, 12 août 1840 - ibid., 20 avril 1861), écrivain public.
3. Ferdinando Cadei (Caleppio, 23 mars 1838 - Calatafimi, 15 mai 1860), pharmacien.
4. Francesco Cafferrata (Gênes, 10 mars 1839), blanchisseur.
5. Domenico Cagnetta (Pavie, 21 juillet 1841), propriétaire et négociant de bois.
6. Benedetto Angelo Cairoli (Pavie, 28 janvier 1825 - Naples, 8 août 1889), propriétaire, député au parlement.
7. Carlo Benedetto Enrico Cairoli (Pavie, 21 février 1840 - Villa Glori, 23 octobre 1867) mort en combattant à Villa Glori.
8. Luigi Cairoli, (Pavie, 9 juillet 1838 - Naples, 18 septembre 1860), militaire
9. Pietro Calabresi (Carteno Breno, 4 août 1837)
10. Michelangelo Calafiore (Fiumara, 21 janvier 1809 - ibid., 13 juillet 1861), receveur du loto.
11. Giovanni Calcinardi (Brescia, 20 mars 1833), résidant en Amérique, médecin.
12. Ercole Enrico Calderini (Bergame, 23 septembre 1833), employé des finances
13. Ignazio Calona (Palerme, 16 septembre 1795 - Moncalieri, 3 septembre 1864) colonel de l’armée.
14. Salvatore Calvino (Trapani, 25 décembre 1820), secrétaire général du Conseil d’État, député au parlement.
15. Secondo Giovanni Calzoni (Bione, 17 juin 1840 - Livourne, 3 juin 1919), résidant à Livourne, sous-lieutenant des volontaires.
16. Giovanni Battista Cambiaghi (Monza, 11 juin 1838), commis.
17. Biagio Cambiagio o Cambiaso (Gênes, 19 décembre 1838) résident à Rivarolo
18. Gaetano Cambiaso (Campomorone, 19 août 1840), résidant à Vérone, médiateur.
19. Giuseppe Camellini (Reggio Emilia, 3 avril 1834), résidant à Gênes, tailleur.
20. Venanzio Camici (Colle di Val d'Elsa, 22 décembre 1835), résidant à Poggibonsi, cafetier.
21. Giuseppe Carlo Campagnuoli (Pavie, 6 novembre 1835), résidant à Milan, employé au mont de Piété.
22. Antonio Campanella (Palerme, 28 février 1823 - Arma di Taggia, 6 décembre 1868), mort par suicide.
23. Giovanni Campi (Monticelli d'Ongina, 8 septembre 1820), résident à Turin, musicien.
24. Achille Campo (Palerme, 12 juin 1818), résident à Bari, major du district militaire.
25. Giuseppe Baldassarre Campo (Palerme, 23 septembre 1830), propriétaire.
26. Carlo Antonio Candiani (Milan, 23 juillet 1828)
27. Giuseppe Canepa (Gênes, 12 janvier 1834 - ibid., 22 janvier 1876), sous-lieutenant d’infanterie.
28. Francesco Serafino Canetta (Oggebbio, 13 décembre 1836), propriétaire.
29. Bartolomeo Canezza (Rapallo, 14 mars 1839), résidant à Gênes, machiniste.
30. Pietro Canfer, recte Pietro Canfori (Bergame, 9 juin 1839 – Brescia, 30 janvier 1865).
31. Cesare Canini (Sarzana, 30 mars 1841) résidant à Fosdinovo.
32. Gerolamo Cannoni (Grosseto, 27 février 1842), résidant à Roccalbegna.
33. Angelo Maria Cantoni (Mezzano Rondani, 15 octobre 1829 - 23 décembre 1867), blanchisseur.
34. Lorenzo Cantoni (Parme, 10 août 1830), journalier.
35. Stefano Canzio (Gênes, 3 janvier 1837 - 1909), directeur de la société ethnologique, il épouse Teresa Garibaldi.
36. Giuseppe Maria Cappelletto (Venise, 10 juillet 1810 - Brescia, 29 septembre 1861
37. Giuseppe Capitanio (Bergame, 18 juin 1841 - ibid., 23 février 1871), écrivain public.
38. Giovanni Capurro (Gênes, 28 décembre 1840), propriétaire d'une auberge.
39. Giovanni Battista Capurro (Gênes, 12 avril 1841), capitaine du 69e d’infanterie.
40. Giuseppe Capuzzi (Bedizzole, 25 novembre 1825, résidant à Brescia, secrétaire de la bibliothèque.
41. Daniele Carabelli (Gallarate, 1er avril 1839, résidant à Milan, argentier.
42. Michele Caravaggi (Chiari, 11 juillet 1843 - Brescia, 1871), boulanger.
43. Lorenzo Carbonari (Ancône, 4 juin 1823), résident à Grottammare, inapte au travail en raison des blessures au cours de la guerre.
44. Raffaele Carbonari (Catanzaro, 21 novembre 1812, colonel de l'armée royale.
45. Francesco Carbone (Gênes, 16 août 1840), capitaine du 17e d’infanterie.
46. Luigi Carbone (Sestri Ponente, 20 juin 1837), constructeur naval.
47. Vincenzo Carbonelli (Secondigliano, 20 avril 1822), résidant à Gênes, médecin et député au parlement.
48. Natale Francesco Cardinale (Gênes, 25 décembre 1840), commis.
49. Antonio Caretti (Milan, 1836 - Mentana, 1867), officier de la Garde nationale de Teramo.
50. Gaetano Carini (Corteolona, 7 août 1832 - Bovino, 27 juillet 1861), capitaine de l’armée.
51. Giacinto Carini (Palerme, 1821), général de l’armée en disponibilité et député au parlement.
52. Fedele Giuseppe Carini (Pavie, 24 février 1842), lieutenant du 27e d’infanterie.
53. Domenico Cariolato (Vicence, 7 juillet 1836, propriétaire, capitaine à la retraite.
54. Francesco Carlutti (Palmanova, 1817 - Alba, 24 janvier 1861), orfèvre
55. Agostino Giovanni Bernardo Carminati (Bergame, 20 novembre 1837), officier d'état major.
56. Gaetano Carotti (Orbetello), pêcheur
57. Francesco Carpaneto (Gênes, 30 août 1837), commis.
58. Antonio Pietro Giulio Carrara (Bergame, 25 janvier 1842), agent d'affaires.
59. Cesare Carrara (Trévise, 11 novembre 1835) - Florence, 20 février 1877), copiste.
60. Giuseppe Antonio Luigi Carrara (Bergame, 1er janvier 1838), cordonnier.
61. Giuseppe Sante Carrara (Bergame, 28 mars 1834), médiateur.
62. Filippo CartaGênes (Gênes, juin 1826) - Varazze, 11 février 1871)
63. Antonio Casabona (Gênes, 21 juin 1838)
64. Enrico Raffaele Casaccia (Gênes – Calatafimi, 15 mai 1860)
65. Bartolomeo Emanuele Casaccia (Gênes, 23 novembre 1829, commissionnaire.
66. Alessandro Casali (Pavie, 27 septembre 1837 - 4 septembre 1877), métayer.
67. Enrico Casali (Pavie, 29 juillet 1839), agent d'affaires.
68. Nicolò Casassa o Casazza o Casaccia (Isola del Cantone, 11 mars 1839), résidant à Buenos Aires, droguiste.
69. Alessandro Casiraghi (Milan, 25 septembre 1841), résidant à Varèse.
70. Francesco Tomaso Cassanello (Gênes, 19 août 1842)
71. Pietro Castagna (Vérone, 15 novembre 1838), propriétaire.
72. Domenico Castagnola (Gênes, 7 mars 1839), tapissier.
73. Pasquale Natale Castagnoli (Livourne, 5 mai 1842), menuisier.
74. Guido Castaldelli (Massa Superiore, 30 mai 1827)
75. Egisto Castellani (Milan, 7 décembre 1843), télégraphiste au service des chemins de fer.
76. Antonio Castellazzi (Gosaldo, 28 novembre 1840 - Venise, 24 septembre 1878), résident à Venise, mort à l'hôpital civil de Venise, retraité.
77. Francesco Maria Castellini (La Spezia, 11 novembre 1843), patron de bistrot.
78. Salvatore Castiglia (Palerme, 10 mars 1819), consul général d'Italie à Odessa.
79. Cesare Castiglioni (fu Luca) (Tradate, 2 juin 1841), résidant à Milan, propriétaire.
80. Gaetano Castion (Portogruaro, 24 septembre 1820), brigadier.
81. Angelo Alessandro Cattaneo (Bergame, 25 octobre 1839 - Nice, 5 mars 1870), sous-lieutenant d’infanterie.
82. Angelo Giuseppe Cattaneo (Antegnate, 3 avril 1842 - Tagliuno, 7 août 1867)
83. Bartolomeo Cattaneo (fu Francesco), (Gravedona, 19 octobre 1847), résidant à Milan, orfèvre.
84. Francesco Cattaneo (Novi Ligure, 17 octobre 1835), négociant.
85. Telesforo Cattoni (Tabellano, 1er juillet 1841 - Gazzoldo, 14 octobre 1861), docteur en droit.
86. Crispino Cavallini (Orbetello), boulanger.
87. Gervaso Giuseppe Cavalleri (Milan, 19 juin 1839), vernisseur.
88. Luigi Cavalli (San Nazario, 7 avril 1839), docteur en droit, propriétaire.
89. Vincenzo Ceccarelli (Rome, 27 mai 1842), commis voyageur.
90. Silvestro Cecchi (Livourne, 8 janvier 1844), corailleur.
91. Giovanni Cei (Livourne, 1833 - ibid., 1868), porteur.
92. Giovanni Battista Cella (Udine, 5 septembre 1837 - Udine, 1889), avocat.
93. Sante Cengiarotti (Caldiero di San Bonifacio, 11 octobre 1834)
94. Guglielmo Cenni (Comacchio, 26 février 1817), colonel au repos.
95. Achille Cepollini.
96. Celestino Cerea (Bergame, 5 avril 1840), voiturier.
97. Angelo Ceresetto (Gênes – près du fleuve Volturno, 1er octobre 1860), mort en combattant à Volturno le 1er octobre 1860.
98. Carlo Ceribelli (Bergame, 11 février 1838), officier.
99. Maria Stefano Cervetto (Gênes, 17 mai 1839), lieutenant du 51e d’infanterie.
100. Bartolomeo Cevasco (Gênes, 11 juin 1817), machiniste sur machine à vapeur.
101. Pasquale Cherubini detto Luigi (Santo Stefano di Piovene, 11 avril 1827 - Vicenza, 13 octobre 1870)
102. Giuseppe Chiesa (Borgo Ticino, 30 janvier 1839), lieutenant en 1859, inscrit dans le 9e compagnie, 4e régiment de la Brigade Piemonte, en juillet 1861 il est dénoncé comme déserteur, condamné à contumace, amnistié en 1872, il est radié du rôle de l'armée.
103. Liberio Chiesa (Milan, 22 décembre 1838), major de l'armée, amputé d'une jambe, on lui retire son grade en 1870 et il voit exclu de la médaille et de la pension des Mille.
104. Vincenzo Chiossone (Messina, 2 mai 1827 - 10 février 1871), lieutenant de l’armée.
105. Camillo Chizzolini (Campitello, 6 juin 1836), propriétaire et médecin.
106. Alessandro Ciaccio (Palerme, 29 octobre 1818), propriétaire.
107. Ernesto Cicala (Gênes, 19 septembre 1834), capitaine du 9e bersaglier.
108. Marziano Ciotti (Gradisca, 13 août 1839), résident à Montereale Valcellina, commerçant.
109. Bonaventura Cipriani (Godega, 26 décembre 1826)
110. Cesare Augusto Cipriani (Florence, 6 novembre 1839), copiste.
111. Stefano Cocchella (Gênes, 26 mai 1839)
112. Giuseppe Cocolo (Conegliano, 23 septembre 1840, mort à Milan en 1861
113. Carlo Coelli (Castelleone, 13 septembre 1838), médecin.
114. Guido Lorenzo Giovanni Battista Cogito (Acqui, 22 novembre 1841), coiffeur.
115. Gaetano Coli o Colli (Budrio, 8 août 1835), liquoriste.
116. Antonio Colli.
117. Angelo Collini (Mantova, 1er septembre 1839), notaire.
118. Luigi Alberto Colombi (Misano di Gera d'Adda, 29 août 1839 - Crema, 1870), médecin.
119. Donato Colombo (Ceva, 1838, résident àTrapani, professeur dans l”école royale technique.
120. Gerolamo Colombo (Bergame, 24 novembre 1840), coiffeur.
121. Giovanni Battista Colpi (Padoue, 20 juin 1838), médecin et propriétaire.
122. Cesare Comi (Trescorre, 11 mars 1844), lieutenant du 30e régiment d’infanterie.
123. Bartolomeo Compiano (Gênes, 7 novembre 1841)
124. Carlo Conti (Carvico, 14 mars 1836), résidant à Bergame, écrivain public.
125. Demetrio Conti (Loreto, 23 décembre 1837), employé.
126. Lino Conti (Brescia, 23 septembre 1825), commerçant.
127. Luigi Antonio Conti (fu Fermo) (Sondrio, 21 octobre 1839), même résidence, commis d’étude.
128. Silvio Contro (Cologna Veneta, 22 avril 1841), capitaine d’infanterie.
129. Enrico Copello (Gênes, 22 janvier 1844, commerçant.
130. Giuseppe Copler (Tagliuno, 14 septembre 1829), marionnettiste et musicien.
131. Antonio Giuseppe Corbellini (Borgarello, 25 juillet 1843), métayer et vétérinaire.
132. Marco Corona Marchi (Forno di Zoldo, 20 août 1827 - 20 mars 1861), tailleur.
133. Francesco Cortesi (Sala Baganza, 18 août 1833)
134. Francesco Corti (Bergame, 8 février 1841), fileur.
135. Valentino Cossio (Talmassons, 13 avril 1843)
136. Marco Cossovich (Venise, 28 janvier 1824), retraité.
137. Giacomo Costa (Rovereto, 23 juillet 1834), meunier.
138. Giuseppe Costa (Gênes, 14 mars 1840), maroquinier.
139. Giuseppe Costa (Gênes, 20 novembre 1827 - ibid., 17 août 1871), machiniste.
140. Massimiliano Costetti (Reggio Emilia, 15 septembre 1840), tailleur.
141. Giovanni Paolo Cova (Milan, 18 mars 1840)
142. Paolo Covini (Pavie, 26 mai 1837), propriétaire et médecin.
143. Giuseppe Romeo Covioli (Bergame, 13 mai 1839), imprimeur.
144. Angelo Enrico Crema (Cremona, 17 mars 1836 - ibid., 9 février 1867).
145. Gio.Battista Crescini (Ludriano, 24 janvier 1839), écrivain public.
146. Rizzardo Paolo Crescini (Bergame, 2 juillet 1841), typographe.
147. Giuseppe Crescionini (Bergame, 22 juillet 1815), ex-commandant du corps des adolescents de Palerme.
148. Francesco Crispi (Ribera, 16 octobre 1818), avocat et député au parlement[9].
149. Cesare Cristiani (Livourne, 17 décembre 1841), typographe.
150. Giacomo Cristofoli (Clusone, 25 février 1842), comptable et propriétaire.
151. Pietro Angelo Cristofoli (San Vito al Tagliamento, 16 juillet 1841), médecin chirurgien.
152. Giovanni Battista Cruciani (Foligno, 4 janvier 1842), fabricant de pâtes.
153. Francesco Luigi Cucchi (Bergame, 17 décembre 1834), propriétaire et député au parlement.
154. Giovanni Curtolo (Feltre, 11 juillet 1839), écrivain public.
155. Francesco Raffaele Curzio (Turi, 23 décembre 1822)  Florence 7 février 1901, avocat.

### D
1. Luigi Daccò (Marcignago, 15 février 1838), ingénieur et rentier, inscrit au trésor de Pavie.
2. Pietro Dagna (Pavie, 16 mars 1842), sous-économe.
3. Carlo Dall'Ara (Rovigo, 18 février 1835), officier  provinciale.
4. Vincenzo Dalla Santa (Padoue, 1er août 1827 - Bezzecca, 21 juillet 1861) agent du privé.
5. Antonio Dalla Palù (Vicence, 24 novembre 1824), ex-major à la retraite.
6. Luigi Enrico Dall'Ovo (Bergame, 8 janvier 1821), colonel commandant le 12e d’infanterie.
7. Lipidio Damaso (Vérone, 10 décembre 1826 - Monza, 23 octobre 1861)
8. Pietro Lorenzo Damele (Diano Castello, 13 avril 1837), commissionnaire.
9. Giovanni Maria Damiani (Plaisance, 15 octobre 1832), représentant de l’Agenzia Stefani.
10. Domenico Damis (Lungro, 24 février 1824), colonel de l’armée.
11. Giuseppe Dancona (Venise, 29 décembre 1838 - Villa San Giovanni, 1861)
12. Stefano Rocco Dapino (Gênes, 21 février 1841), lieutenant du 23e d’infanterie, négociant.
13. Luigi De Amezzaga (Gênes, 30 novembre 1833), capitaine dans la marine.
14. Giuseppe Debiasi (Pugliola, 23 novembre 1828), marin.
15. Giacomo Deboni (Feltre - Pastrengo, 20 juin 1871)
16. Giuseppe Francesco de Col (fu Felice) (Bellano, 11 août 1819), résident à Côme, journalier.
17. Luigi De Col (Venise, 12 décembre 1838), à la retraite.
18. Giovanni Defendi (Lurano, 3 octobre 1834), portier.
19. Carlo De Ferrari (Sestri Levante, 1er octobre 1833), aubergiste.
20. Lorenzo Del Campo (Gênes, 1er décembre 1835), poissonnier.
21. Giuseppe Del Chicca (Bagni San Giuliano, 9 mai 1842), cordier.
22. Alessandro Del Fà (Livourne, 22 décembre 1838)
23. Luca Giovanni Battista Delfino (Gênes, 1807 - ibid., 20 février 1865)
24. Andrea Della Casa o Della Casagrande (Gênes, 26 juillet 1836), commerçant.
25. Giovanni Della Casa o Della Casagrande (Gênes, 11 janvier 1842), sous-lieutenant dans le 59e d’infanterie.
26. Ignazio Della Cella (Gênes, 30 juillet 1835 - 25 octobre 1870)
27. Carlo Pompeo Della Torre (Milan, 13 août 1831), garçon.
28. Ernesto Della Torre (Adro, 26 mars 1844), sous-lieutenant du 11e d’infanterie.
29. Natale Cesare Della Vida (Livourne, 25 décembre 1831), cordonnier.
30. Giovanni Battista Delle Piane (Gênes, 25 juin 1839)
31. Michele Del Mastro (Ortodonico, 6 mars 1827 - Palerme, 1er juin 1860)
32. Raffaele Francesco Paolo Del Mastro (Ortodonico, 9 mai 1825), propriétaire.
33. Giulio Giuseppe Delucchi (San Pier d'Arena, 7 novembre 1841), écrivain.
34. Luigi Delucchi (Montoggio, 1er juillet 1836)
35. Francesco De Maestri (Spotorno, 18 octobre 1826 – Savona, mars 1876), capitaine des vétérans.
36. Bonaventura Domenico De Marchi (Malo, 21 février 1831), pharmacien.
37. Germano De Martini.
38. Tito De Micheli (Gênes, 7 février 1842), capitaine du  42e d’infanterie.
39. Giovanni Battista De Negri (Gênes, 3 février 1842), même résidence.
40. Alberto De Nobili (Corfou, 12 mai 1837 – Catanzaro, 5 novembre 1861), baron.
41. Nicola De Palma (Milazzo, 1812 – Torre del Greco, 6 juillet 1861)
42. Cesare De Paoli (Pozzoleone, 24 janvier 1830), enseignant du privé.
43. Luigi De Pasquali (Gênes, 17 septembre 1823), marin.
44. Basilio Emilio Desiderati (Mantova, 1840 - Brescia, 8 janvier 1861), boulanger.
45. Giovanni Antonio De Stefanis (Castellammare, 18 juillet 1832), major de l’armée.
46. Carlo De Vecchi (Copiano, 3 novembre 1842)
47. Rodolfo De Witt (Orbetello, 13 avril 1841), copiste.
48. Ippolito De Zorzi (Vittorio, 18 avril 1839), propriétaire.
49. Giuseppe Dezza (Melegnano, 23 février 1830), lieutenant général, commandant de la division de Milan, aide de camp honoraire de S.M., et député au parlement.
50. Giuseppe Di Cristina (Palerme, 14 février 1821 - Altarello di Baida, 18 août 1867)
51. Vincenzo Di Franco (Palerme, 4 février 1819), employé du génie militaire.
52. Gio.Battista Di Giuseppe (Santa Margherita di Belice, 17 janvier 1816), major à la retraite.
53. Giuseppe Dilani (Bergame, 14 octobre 1839 - Monte Suello, 4 juillet 1861), boucher.
54. Eugenio Dionese (Vicence, 15 octobre 1837), lieutenant.
55. Corrado Dodoli (Livourne, 14 avril 1838), batelier.
56. Angelo Dolcini (Bergame, 28 août 1838), menuisier.
57. Angelo Enrico Donadoni (Bergame, 12 juin 1840), négociant.
58. Angelo Donati (Padoue, 2 octobre 1843), industriel.
59. Carlo Donati (Treviglio, 1835 - Milan, 4 janvier 1865)
60. Pietro Donegani (Brescia, 13 décembre 1831), armurier.
61. Andrea Donelli (Castel Ponzone, 26 septembre 1829 - Milan, 15 mai 1868)
62. Angelo Paolo Donizzetti (Ossanesga, 8 avril 1843), fabricant d'orgues.

### E
1. Augusto Elia (Ancône, 4 septembre 1829), lieutenant colonel à la retraite et député au parlement.
2. Enea Ellero (Pordenone, 9 septembre 1840), avocat.
3. Filippo Erba (Milan, 3 février 1834-Gorgonzola, 8 décembre 1905) propriétaire.
4. Gaetano Angebrico Erede (Gênes - Milazzo, 20 juin 1860).
5. Francesco Luigi Escoffi (Turin, 26 avril 1837 - Calatafimi, 15 mai 1860)
6. Giovanni Antonio Esposito Merli Deluviani (Treviglio, 9 juillet 1839), écrivain public.
7. Paolo Emilio Evangelisti (Gênes, 17 janvier 1840), commerçant.

### F
1. Luigi Fabio (Pavie, 26 janvier 1836), lieutenant.
2. Placido Fabris (it) (Povegliano, 3 janvier 1839), major, propriétaire.
3. Onesto Faccini (Lerici, 10 juillet 1828), cordonnier.
4. Baldassarre Faccioli (Montagnana, 5 août 1841 - Fiesso Umbertiano, 17 septembre 1866), docteur en mathématiques et lieutenant d'artillerie.
5. Alessandro Antonio Fachetti (Bergame, 12 avril 1812), propriétaire, sous-lieutenant des vétérans d'Asti à la retraite.
6. Giovanni Battista Fachetti (Brescia, 4 juin 1841), domestique.
7. Giuseppe Fanelli (Montecalvario, 15 octobre 1827 - Naples, 5 janvier 1877)
8. Giovanni Battista Fantoni (Legnago, 4 juin 1840), sous-lieutenant du 35e d’infanterie, caissier de la Banque agricole de Piombino.
9. Antonio Fantuzzi (Pordenone, 5 mai 1833 - Turin, 11 avril 1865), barbier.
10. Alfredo Fanucchi (Salviano - Capua, 1860)
11. Paolo Federico Fasce (Gênes - Calatafimi, 15 mai 1860).
12. Andrea Fasciolo (Gênes, 31 mai 1839), lieutenant d’infanterie.
13. Alessandro Fasola (Novara, 28 février 1799), capitaine du 1er régiment du train.
14. Antonio Fattori Biotton (Castello Ticino, 18 mars 1826)
15. Giuseppe Fattori (Ostiano, 2 juillet 1839)
16. Giovanni Marsilio Feriti (Brescia, 3 octobre 1841 - 28 janvier 1861)
17. Filippo Ferrari (Varese Ligure, 15 août 1836).
18. Pietro Giacomo Ferrari (Brescia, 20 mars 1836 - ibid., 27 septembre 1863)
19. Giovanni Domenico Ferrari (Naples, 3 janvier 1805), lieutenant de vaisseau de l’état major.
20. Paolo Ferrari (Brescia, 2 juillet 1820), lieutenant à la retraite.
21. Pietro Ferrari (Bergame, 5 août 1843 - ibid., 28 août 1867)
22. Felice Ferrighi (San Clemente di Valdagno, 5 janvier 1831 - Cremona, 20 octobre 1861).
23. Ettore Filippini (Venise, 30 janvier 1841), employé des chemins de fer.
24. Giovanni Battista Fincato (Trévise, 19 juin 1828), coiffeur.
25. Domenico Finocchietti (Gênes, 16 mai 1830), ex-lieutenant du 54e d’infanterie, puis négociant.
26. Pietro Fiorentini (Vérone, 28 juin 1825 - Milan, 28 décembre 1861)
27. Edoardo Fiorini (Cremona, 10 décembre 1835)
28. Pietro Firpo (Gênes, 8 janvier 1838), commerçant.
29. Giuseppe Flessati (Cerea, 9 mai 1830 - Legnago, 14 mars 1861)
30. Luigi Fogliati (Molvena, mai 1820 - Maddaloni, 1er octobre 1860), orfèvre.
31. Marco Folin (Venise, 12 mars 1831), maçon.
32. Giuseppe Fontana (Trento, 12 novembre 1824), commerçant.
33. Giovanni Foresti (Pralboino, 18 avril 1842), employé des chemins de fer.
34. Luigi Formiga (Mantova, 25 novembre 1840), ouvrier.
35. Antonio Forni (Palerme, 7 janvier 1806), major.
36. Luigi Forni (Pavie, 1837 - ibid., 8 avril 1861)
37. Giovanni Fossa (Gênes, 28 octobre 1838)
38. Guglielmo Franzoni (Parme, 26 janvier 1842), journalier.
39. Paolo Frascada Belfiore (Vigevano, 22 mai 1840)
40. Francesco Frediani (Massa, 14 mai 1829), sous-lieutenant dans les bersagliers, employé postale égyptien du Caire, inscrit à la trésorerie de  Lecce.
41. Antonio Bartolomeo Frigo (Montebello Vicentino, 7 avril 1832), aubergiste.
42. Giovanni Froscianti (Collescipoli, 20 novembre 1811), propriétaire.
43. Angelo Luigi Fumagalli (Bergame, 20 juin 1838), mécanicien.
44. Antonio Fumagalli (Bergame, 15 janvier 1842 - Naples, 24 mai 1861), sous-lieutenant du 19e d’infanterie.
45. Angelo Enrico Fumagalli (Senago, 13 septembre 1826 - 21 novembre 1869)
46. Giuseppe Fusi (Pavie, 11 novembre 1840), commis d’étude.
47. Vincenzo Fuxa (Palerme, 28 janvier 1820), major d’infanterie, même résidence.
48. Ferdinando Franchini Tonoli [Roe Volciano][Trobiolo], né en 1841. Paysan.

### G
1. Raffaele Gabrieli (Rome, 30 janvier 1835)
2. Francesco Gadioli (Libiola, 16 février 1839), inscrit à la trésorerie de  Rome, garçon.
3. Antonio Gaffini (Milan, 27 novembre 1832), domestique.
4. Eugenio Gafuri (fu Fortunato) (Bribid.o, 21 octobre 1830 – Bergame, 1871)
5. Federico Gagni (Bergame, 11 décembre 1837), marchand de primeurs.
6. Antonio Alessandro Galetto (Gênes, 30 octobre 1838)
7. Sebastiano Galigarsia (Favignana, 28 octobre 1820 - Calatafimi, 15 mai 1860)
8. Giacinto Galimberti (Milan, 5 juillet 1832 - Cantù, 17 novembre 1869), employé de la caisse d'épargne.
9. Giuseppe Carlo Galimberti (Milan, 10 janvier 1834), agente commerciale.
10. Carlo Galli (Pavie, 16 novembre 1837), magasin de change.
11. Giovanni Battista Galleani (Gênes, 1er février 1843), commerçant.
12. Luigi Francesco Galleani (Gênes, 15 août 1840 - Naples, 3 octobre 1860), lieutenant d'état major, division Sirtori.
13. Pietro Galloppini (Borgosesia, 25 mars 1839), garçon d'hôtel.
14. Barnaba Gamba (Zogno, 15 mai 1824 - Bergame, 5 juin 1861)
15. Giuseppe Gambino (Voltri, 1838 - Gênes, 1861)
16. Emanuele Gandolfo (Gênes, 12 février 1841), commerçant.
17. Guido Garbinati (Vicence, 1837 - ibid., 1871), agent privé
18. Gaetano Gariboldi (Gênes, 21 mai 1840)
19. Giovanni Stefano Agostino Garibaldi (Gênes – Palerme, 27 mai 1860)
20. Giuseppe Garibaldi (Nice, 4 juillet 1807 - Caprera, 2 juin 1882), agriculteur, député, général commandant l'expédition des Mille.
21. Menotti Garibaldi (Mostardas, 22 septembre 1840), agriculteur, député au parlement.
22. Giovanni Garibaldo (Gênes, 24 octobre 1838 - 6 mai 1871)
23. Giuseppe Marino Garibotto (Gênes, 4 août 1840)
24. Giovanni Andrea Gasparini (Carrè, 8 mars 1831), médecin chirurgien.
25. Giovanni Battista Gasparini (Sandrigo, 17 mars 1836), lieutenant de l’armée.
26. Cesare Gastaldi (Neviano degli Arduini, 15 mars 1838), journalier.
27. Giuseppe Giovanni Battista Gastaldi (Porto Maurizio, 24 mai 1833), capitaine de la marine.
28. Cesare Gattai (Livourne? – Calatafimi, 15 mai 1860)
29. Stefano Gatti (Mantova, 24 septembre 1840), capitaine de l’armée.
30. Giovanni Costanzo Zaccheo Gattinoni (Bergame, 10 juillet 1837 - Palerme, 29 mai 1860)
31. Daniele Gazzo (Padoue, 5 novembre 1821 - pendant la traversée de Messine à Naples, 1er octobre 1860)
32. Domenico Gera (Longare, 1844 - Milan, 20 septembre 1870)
33. Omero Gerard (Livourne?, 1835 - ibid., 23 novembre 1861)
34. Giuseppe Gervasio (Gênes, 3 mars 1837 - ibid., 14 janvier 1871), machiniste
35. Luigi Ghidini (Bergame, 15 septembre 1839 - ibid., 20 août 1867)
36. Giovanni Battista Ghiglione (Gênes, 14 septembre 1838), sous-lieutenant du 3e grenadier.
37. Francesco Antonio Ghigliotti (Gênes, 7 novembre 1829), coiffeur.
38. Goffredo Ghirardini (Asola, 27 février 1841 - 1913), notaire.
39. Giuseppe Ghislotti (Comun Nuovo, 29 avril 1841), avocat.
40. Pietro Giacomelli (Noventa Vicentina, 4 août 1836), médecin.
41. Nicola Giambruno (Gênes, 8 août 1839)
42. Raffaele Felice Gianfranchi (Gênes, 13 janvier 1841)
43. Angelo Giuseppe Gilardelli (Pavie, 1837 - Palerme 1860)
44. Girolamo Gilieri (Porto Legnago, 11 juillet 1825 - Palerme, 1860)
45. Giovanni Giola (Alessandria il 13 novembre 1814, résident à Turin, journalier.
46. Giovanni Girolamo Giudice (Codevilla, 14 mars 1829 - Fleuve Po, 2 novembre 1862), sous-lieutenant d’infanterie.
47. Luigi Giovanni Giulini (Cremona, 31 mai 1835), ingénieur des chemins de fer.
48. Egisto Edoardo Giunti (Livourne, 13 juillet 1832), lieur de livres.
49. Giuseppe Ambrogio Giupponi (Bergame, 26 mars 1838), propriétaire.
50. Giovanni Giuriolo (Arzignano, 2 avril 1839), avocat.
51. Giuseppe Giusta (Asti, 25 décembre 1832), lieutenant du 69e d’infanterie.
52. Giuseppe Gnecco (Gênes, 1824 - Talant, 29 janvier 1871)
53. Coriolano Gnesutta (Latisana, 9 mai 1839), boulanger.
54. Ermogene Gnocchi (Ostiglia, 18 janvier 1819), à la retraite, lieutenant du train.
55. Domenico Goglia (Pouzzoles, 25 mars 1830,) capitaine commissaire de l’armée.
56. Antonio Goldberg (Pest?, 1826? - Sorrento ou Salerne ?, 1862?)
57. Giuseppe Gorgoglione (Gênes, 29 novembre 1840), ébéniste.
58. Pietro Gotti (Bergame, 10 octobre 1841), voiturier.
59. Giuseppe Grafigna (Gênes, 22 avril 1826), patron de bistrot.
60. Leonardo Gramaccini (Senigallia, 4 janvier 1827), cordonnier.
61. Innocente Gramignola (Robecco d'Oglio, 11 avril 1834 - Peschiera, 1868), capitaine du 31e d’infanterie.
62. Francesco Grandi (Tempio, 5 juillet 1842 - Rome, 1934), maqueteur.
63. Giovanni Granucci (Calci, 13 décembre 1838), capitaine de la milice mobile.
64. Carlo Grosso (Cuorgnè, 1842 - Santa Maria Capua Vetere, septembre 1860)
65. Giovanni Battista Giuseppe Griggi (Pavie, 17 janvier 1834), secrétaire de l'Intendance des Finances.
66. Edoardo Griguolo Basso (Chioggia, 27 novembre 1840)
67. Emilio Gritti (Cologno al Serio, 2 décembre 1843), lieutenant dans l'armée royale.
68. Giacomo Griziotti (Corteolona, 11 mai 1823 - Arena Po, 20 novembre 1871), colonel de l’armée.
69. Stefano Efisio Gramignano (Cagliari, 4 mai 1833), machiniste.
70. Giuseppe Gruppi (Pavie, 20 avril 1840), employé dans le privé.
71. Giuseppe Enrico Gualandris (Almenno San Bartolomeo, 8 octobre 1822), dessinateur.
72. Francesco Guarnaccia (Venise, 21 juillet 1832)
73. Carlo Guazzoni (Brescia, 7 avril 1841), marchand de bric-à-brac.
74. Carlo Guida (Soresina, 3 octobre 1840), ingénieur.
75. Antonio Guidolin (Castelfranco Veneto, 9 novembre 1833)
76. Luigi Gusmaroli (Mantova, 28 mai 1811 - 27 février 1871), ex-prêtre.
77. Giuseppe Guzzago (Sant'Alessandro, 31 mai 1842), boucher.

### H
1. Edoardo Herter (Trévise, 2 février 1834, Tapalquè, Argentine, 12 décembre 1889), médecin.

### I
1. Francesco Imbaldi (Milan, 10 mars 1835 - Palerme, 25 juin 1860)
2. Natale Agostino Giuseppe Imperatori (Lugano, 1er avril 1830) - 30 juin 1909, même résidence, papetier[10].
3. Alessandro Angelo Incao (Costa di Rovigo, 9 juin 1837), aubergiste.
4. Carlo Luigi Invernizzi (Bergame, 9 février 1827), écrivain public.
5. Pietro Gerolamo Invernizzi (Bergame, 29 juin 1833), libraire.
6. Enrico Isnenghi (Rovereto, 7 juillet 1831), horloger.

### L
1. Giuseppe La Masa (Trabia, décembre 1819), général au repos.
2. Stanislao Lamenza (Saracena, 3 janvier 1812 - Palerme, 27 mai 1860)
3. Giulio Cesare Lampugnani (Nerviano, 3 mars 1827 - Palerme, octobre 1860)
4. Giuseppe Lampugnani (Milan, 26 février 1836), garçon.
5. Angelo Domenico Lavezzi (Belgioioso, 20 février 1827 - Arena Po, 10 octobre 1871)
6. Giorgio Lazzarini (Livourne, 13 décembre 1840), boulanger.
7. Giovanni Battista Lazzaroni (Bergame, 31 décembre 1836), menuisier.
8. Giuseppe Leonardi (Riva di Trento, 6 juin 1840), écrivain public auprès d’un étude de notaire.
9. Angelo Salvatore Lerna (Martina Franca, 6 mai 1840), sculpteur et peintre local.
10. Tommaso Sante Lertora (Gênes, 1er novembre 1836 - ibid., 10 juillet 1877), patron de bistrot.
11. Giovanni Lighezzolo (Posina, 25 juin 1833 - Palerme, 11 juin 1861)
12. Giuseppe Lippi (Motta di Livenza, 24 août 1837)
13. Francesco Lojacono (Palerme, 16 mai 1838, Palerme, 28 février 1915), peintre.
14. Venceslao Lorenzi (Bergame, 18 novembre 1824 - 12 novembre 1871), tapissier d’église.
15. Alessandro Lucchini (Bergame, 5 avril 1841), agent de magasin.
16. Giuseppe Giovanni Battista Lucchini (Bergame, 20 septembre 1841), employé de notaire.
17. Agostino Lurà (Bergame, 2 janvier 1842), chef maçon.
18. Giovanni Battista Lusiardi (Acquanegra Cremonese, 22 juillet 1831 - 3 août 1871)
19. Riccardo Luzzato (Udine, 4 février 1842), avocat.

### M

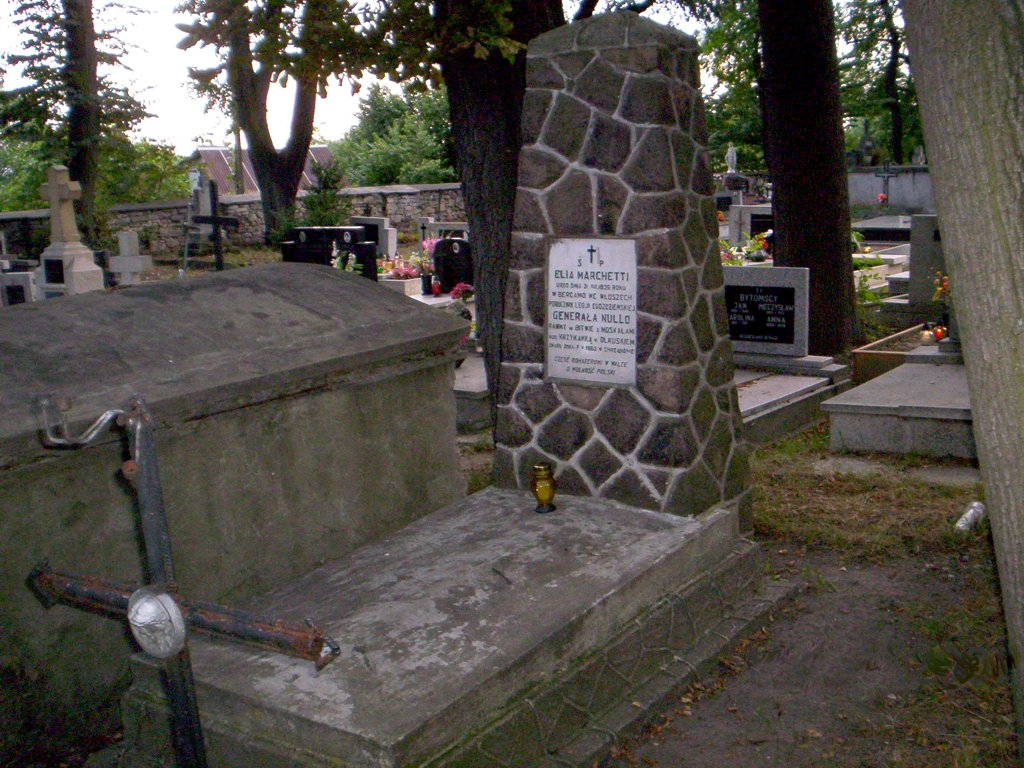
La tombe de Stefano Elia Marchetti à Chrzanów, Pologne

1. Guglielmo Macarro (Sassello, 24 avril 1841), négociant.
2. Ferdinando Maestroni (Soresina, 19 septembre 1838), ingénieur, propriétaire.
3. Luigi Jacopo Maffioli (Livourne, 1830 - 22 avril 1870), porteur.
4. Giovanni Maggi (Bergame, 2 novembre 1841), mécanicien.
5. Carlo Giuseppe Magistretti (Milan, 1833 - Gênes, 31 juillet 1860)
6. Giuseppe Magistris (Budrio, 11 avril 1819 - ibid., 3 mai 1868), barbier.
7. Francesco Magliacani (Castel del Piano, 12 juin 1842), cuisinier.
8. Luigi Magni (Parme, 8 février 1840)
9. Michele Magnoni (Rutino, 2 décembre 1829), propriétaire.
10. Alessio Maironi (Bergame, 28 décembre 1841 - Calatafimi, 1860)
11. Eugenio Maironi (Bergame, 11 septembre 1830) sous-lieutenant du 61e d’infanterie, propriétaire.
12. Achille Majocchi (Milan, 3 novembre 1821), lieutenant colonel, député au parlement.
13. Luigi Malatesta (Gênes, 9 février 1832)
14. Pietro Malatesta (Gênes, 4 janvier 1837 - Alexandrie, 18 février 1877)
15. Moisè Maldacea (Foggia, 1822), lieutenant colonel à la retraite.
16. Carlo Malinverno (Calvatone, 4 mars 1816), boulanger.
17. Giovanni Enrico Mamoli (Lodi Vecchio, 25 juin 1839)
18. Filippo Manci (Povo, 1839 - Milan, 8 juillet 1869), propriétaire.
19. Pasquale Giovanni Mannelli (Livourne, 26 août 1835), maçon.
20. Giovanni Battista Manenti (Chiari, 26 novembre 1840)
21. Pietro Leopoldo Manenti (Vidigulfo, 12 février 1839), négociant.
22. Giorgio Manin (Venise, 5 mai 1831), colonel à la retraite, fils de Daniele.
23. Augusto Manneschi (Siena, 1826)
24. Antonio Mantovani (San Martino, 13 novembre 1828), capitaine à la retraite.
25. Achille Mapelli (Monza, 6 décembre 1840), avocat.
26. Clemente Mapelli (Bergame, 17 octobre 1843)
27. Luigi Marabello (Vicence, 11 mai 1821)
28. Angelo Marabotti (Pise, 9 février 1839), charrettier.
29. Giacomo Maragliano (Gênes, 23 juillet 1834), commerçant.
30. Giuseppe Maranesi (Bergame, 30 octobre 1830), employé des chemins de fer.
31. Bartolomeo Marchelli (Ovada, 24 août 1834 - Nervi, 16 février 1903), prestidigitateur forain.
32. Giovanni Marchesi (Gênes, 8 août 1834), commis de droguerie.
33. Giovanni Battista Marchesi (Torre de' Roveri, 15 juin 1841), cordonnier.
34. Pietro Samuele Marchesi (Covo, 5 juillet 1836 - Golasecca, 22 juillet 1871)
35. Luciano Marchesini (Vicence – Calatafimi, 1860), barbier.
36. Stefano Elia Marchetti (Bergame, 10 septembre 1839 - Chrzanów, 7 mai 1863)
37. Giuseppe Marchetti (Chioggia, 24 août 1849 – Naples, 16 mai 1877)
38. Luigi Giuseppe Marchetti (Ceneda-Vittorio - futura Vittorio Veneto, 29 mars 1816 - Campo Ligure, 1861)
39. Gerolamo Marcone (Gênes, 1822 - ibid.), lieutenant des vétérans.
40. Giuseppe Marconzini (Ronco all'Adige, 27 avril 1837), agent de campagne.
41. Giuseppe Francesco Margarita (Cuggiono, 25 janvier 1841), médecin.
42. Gerolamo Margheri (Sarteano, 29 janvier 1841 - Massa Marittima, 1865)
43. Giovanni Battista Marin (Conegliano, 27 juillet 1833), cordonnier.
44. Desiderio Lorenzo Mario (Marseille, 12 mars 1838), maître d'école privée.
45. Luigi Martignoni (Lodi, 7 mai 1827 – Calatafimi, 31 mai 1860)
46. Clemente Martinelli (Milan, 8 avril 1837 - Calatafimi, 15 mai 1860)
47. Ulisse Martinelli (Viadana, 31 octobre 1839), domestique.
48. Gaetano Mascolo (Casola di Naples, 12 février 1828 - ibid., 21 mars 1871) tonnelier.
49. Antonia Masanello (Cervarese Santa Croce, 28 juillet 1833 - Florence, 20 ou 21 mai 1862)
50. Giuseppe Masnada (Ponte San Pietro, 26 février 1816 - ibid., 19 novembre 1861)
51. Giovanni Battista Maspero (fu Pietro), (Côme, 12 mai 1835 - Milan, 17 janvier 1861), employé
52. Angelo Mattioli (Parme, 12 août 1837, journalier.
53. Domenico Mauro (San Demetrio Corone, 17 décembre 1812 - Florence, 14 janvier 1873), homme de lettres
54. Raffaele Michele Mauro (Cosenza, 23 octobre 1814), propriétaire.
55. Antonio Mayer (Orbetello, 28 juillet 1837), cafetier.
56. Giuseppe Mazzola (Bergame, 20 décembre 1840), orfèvre.
57. Ferdinando Mazzoli (Venise, 19 mai 1837)
58. Luigi Mazzucchelli (fu Giuseppe), (Cantù, 15 janvier 1834), résidant à Côme, avocat, capitaine du 44e d’infanterie.
59. Alessandro Natale Medici (Bergame, 24 décembre 1840), commerçant
60. Antonio Medicina (Gênes, 30 mars 1814 - ibid., 26 septembre 1860)
61. Marco Melchiorazzo (Bassano, 24 mars 1840), écrivain public.
62. Gustavo Meneghetti (Trévise, 30 novembre 1841 - ibid., 13 novembre 1861)
63. Domenico Menin (Camponogara, 8 octobre 1843), ingénieur.
64. Cesare Menotti (Modène?)
65. Domenico Merello (Gênes, 24 mars 1828 - Albissola marina, mars 1877)
66. Francesco Antonio Merigone (Gibilterra, 18 avril 1836), ouvrier de fonderie.
67. Augusto Merighi (Mirandola, 17 octobre 1836), négociant.
68. Alfio Merlino (Reggio Calabria, 24 mai 1818), cafetier.
69. Leopoldo Meschini (Sarteano, 14 février 1828).
70. Stefano Giuliano Messaggi (Milan, 21 mai 1840 - Custoza, 22 juin 1866), lieutenant de grenadiers.
71. Giulio Pietro Mezzera (Bergame, 7 avril 1842), cordonnier.
72. Luigi Miceli (Longobardi, 30 juin 1824), député au parlement.
73. Cesare Michelli (Campolongo, 7 septembre 1838), ingénieur.
74. Giuseppe Migliacci (Montepulciano, 22 janvier 1835), magnanier.
75. Nicola Mignogna (Tarente, 28 décembre 1808 - Giuliano, 31 janvier 1870)
76. Angelo Milani (Anguillara Veneta, 5 novembre 1834), lieutenant d’infanterie.
77. Giovanni Milani (Padoue, 25 juillet 1841), menuisier.
78. Girolamo Milesi (Bergame, 19 juin 1836), lieur de livres.
79. Alessandro Mina (Gussola, 12 mars 1835), propriétaire.
80. Mansueto Minardi (Ferrara, 8 janvier 1836)
81. Luigi Minnicelli (Rossano, 13 août 1827)
82. Martino Natale Minotti (Milan, 25 décembre 1832), employé au Mont de Piété.
83. Filippo Minutilli (Grumo Appula, 12 mai 1813 - Messine, 1er août 1861), colonel de l’armée.
84. Giacomo Miotti (Feltre, 4 août 1830), à la retraite.
85. Giuseppe Missori (Bologne, 20 novembre 1829), propriétaire.
86. Mansueto Misuri (Livourne, 1840), mécanicien.
87. Quirino Mojola (Rovereto, 1818 - San Casciano, 15 avril 1871)
88. Giuseppe Molena (Venise, 18 avril 1827), commis.
89. Giosuè Molinari (Calvisano, 21 novembre 1838), médiateur.
90. Giuseppe Molinari (Venise, 5 juin 1837), employé des chemins de fer.
91. Francesco Antonio Mona (Milan, 13 juin 1836 - 29 avril 1870)
92. Enrico Moneta (Milan, 23 juin 1841), commerçant, sous-lieutenant du 20e d’infanterie.
93. Paolo Giovanni Mongardini (Bergame, 24 février 1838 - ibid., 6 juillet 1871)
94. Andrea Montaldo (Gênes - Calatafimi, 21 mai 1860)
95. Achille Giacomo Montanara (Milan, 17 novembre 1842), maroquinier.
96. Francesco Montanari (Mirandola, 22 mars 1822 - 9 juin 1860), ingénieur.
97. Pietro Giovanni Battista Montarsolo (Gênes, 5 juillet 1842 - 16 septembre 1871)
98. Francesco Montegrifo (Gênes, 1835 - ibid., 26 septembre 1861)
99. Giovanni Battista Monteverde (San Terenzo, 9 janvier 1831 - Lerici, 1897)
100. Rosalia Montmasson (Saint-Jorioz, 12 juin 1823)
101. Giovanni Battista Morasso (Gênes, 1840 - mars 1867).
102. Luigi Moratti (Castiglione delle Stibid.ere, 26 décembre 1818 - Ceresara, 14 janvier 1877), major d’infanterie e propriétaire.
103. Giacomo Giovanni Morelli, recte Giacomo Giovanni Marelli (Bagnolo Mella, 19 juin 1833), ouvrier en teinture.
104. Alcibiade Goffredo Moretti (Roncaro, 31 décembre 1830)
105. Virginio Cesare Moretti (Brescia, 11 août 1843)
106. Alfonso Luigi Morgante (Tarcento, 8 août 1835), avocat.
107. Rocco Morgante (Fiumara, 5 octobre 1805), major puis pharmacien.
108. Giuseppe Giovanni Mori (Bergame, 13 mai 1840), commerçant.
109. Romolo Mori (Cibid.tavecchia, 25 octobre 1835), employé commercial.
110. Marco Antonio Moro (Brescia, 26 octobre 1832).
111. Vittoria Moroni (Zogno, 2 février 1828 - ibid., 2 octobre 1867)
112. Giovanni Alessandro Mortedo (Livourne, 24 avril 1836)
113. Pompeo Giuseppe Moscheni (Bergame, 28 février 1836), charcutier.
114. Antonio Mosto (Gênes, 12 juillet 1834), négociant.
115. Carlo Mosto (Gênes, 17 avril 1836 - Sicilia, 25 mai 1860)
116. Bartolo Mottinelli (Brescia, 10 juin 1833), médiateur.
117. Giuseppe Muro (Milan, 18 août 1837 - San Nazaro, septembre 1878), lieutenant du 33e d’infanterie.
118. Giuseppe Mustica (Palerme, 15 février 1818), propriétaire.

### N
1. Giuseppe Naccari (Palerme, ibid. 1860)
2. Ermenegildo Nardi (Parme, 29 décembre 1824 - 7 avril 1867)
3. Mauro Natali (Bergame, 15 janvier 1836 - ibid., novembre 1861)
4. Lorenzo Navone (Gênes, 4 mai 1837).
5. Enrico Giulio Negri (Bergame, 24 juillet 1843), employé à la Banca Nazionale.
6. Stefano Nelli (Carrara, 31 mai 1837)
7. Gregorio Emanuele Nicolazzo (Platania, 18 avril 1828 - ibid., 12 décembre 1861)
8. Fermo Nicoli (Bergame, 9 août 1826 - Calatafimi, 15 mai 1860).
9. Pietro Nicoli (Bergame, 29 mars 1822 - ibid., 15 janvier 1861)
10. Ippolito Nievo (Padoue, 1831 - Mer Tyrrhénienne 4-5 mars 1861)[11]
11. Giuseppe Nodari (Castiglione delle Stibid.ere, 25 janvier 1841 - 1898), médecin-chirurgien.
12. Enrico Novaria (Pavie, 1832 - Bezzecca, 1861), propriétaire
13. Luigi Novaria (Pavie, 1827 - ibid., juillet 1861), propriétaire.
14. Feliciano Novelli (Castel d'Emilio, 1er juin 1833), marin.
15. Francesco Nullo (Bergame, 1er mars 1826 - Olkusz, 5 mai 1861)
16. Giuseppe Nuvolari (Roncoferraro, 26 février 1820), propriétaire.

### O
1. Andrea Oberti (Bergame, 16 octobre 1830 - ibid., 22 septembre 1861)
2. Giovanni Oberti (Bergame, 1836 - Vasto, 16 février 1861).
3. Ignazio Occhipinti (Palerme, 12 janvier 1823), médecin.
4. Angelo Oddo (Reggio di Calabria, 24 octobre 1826), dentiste.
5. Giuseppe Oddo (Palerme, 1806), colonel à la retraite.
6. Stefano Tedeschi Oddo (Alimena, 29 mai 1836-Palerme 12 mai 1882), lieutenant médecin.
7. Antonio Ognibene (Orbetello, 12 juillet 1834 - ibid., 13 février 1871)
8. Stefano Olibid.eri (Gênes, 10 octobre 1840), boucher.
9. Pietro Olibid.eri (Alessandria, 25 juin 1835), capitaine d’infanterie du district militaire de Salerne.
10. Bernardo Orlandi (Carrara, 31 mars 1836), receveur du loto.
11. Giuseppe Orlando (Palerme, 14 mars 1820), ingénieur naval et machiniste du Lombardo.
12. Vincenzo Orsini (Palerme, 1815), major général.
13. Antonio Ottavi (Reggio Emilia, 15 août 1831 - Custoza, 24 juin 1861), capitaine du 36e d’infanterie.
14. Nicolò Ottone (Gênes, 6 juin 1818), major puis capitaine de la marine.

### P

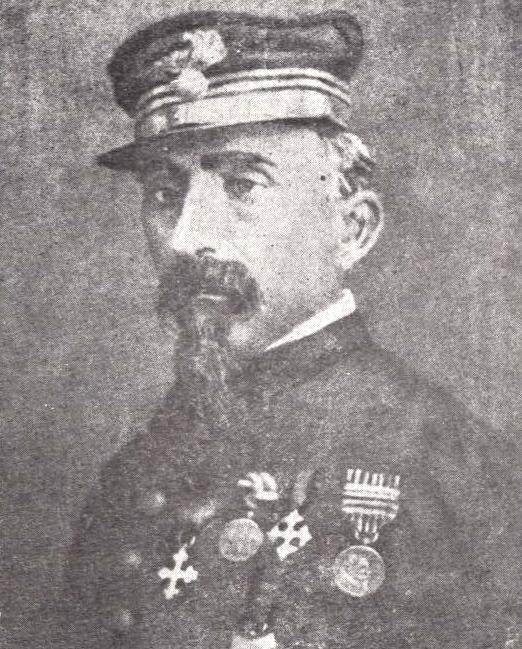
Giambattista Pentasuglia

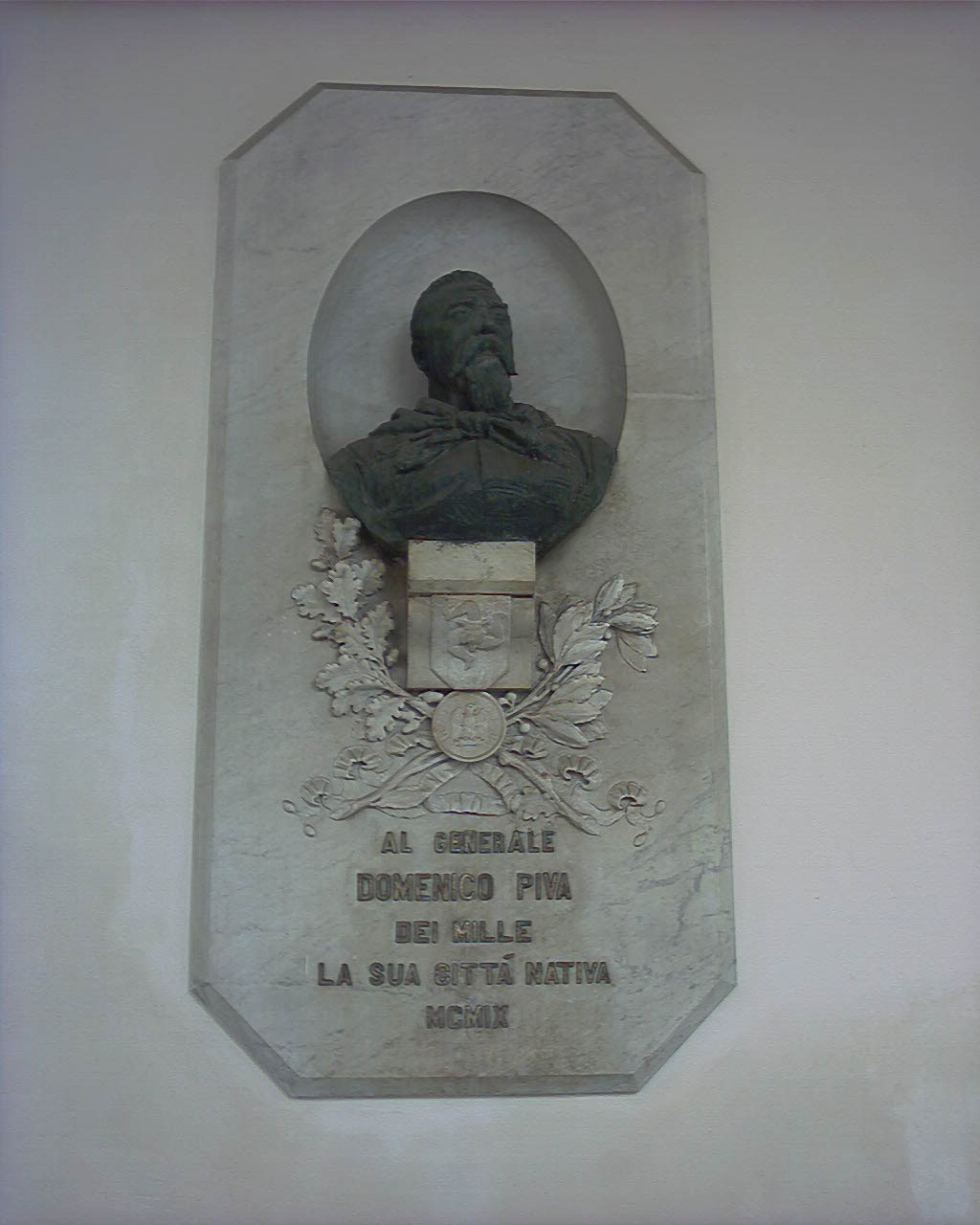
Monument commémoratif à Domenico Piva, à Rovigo.

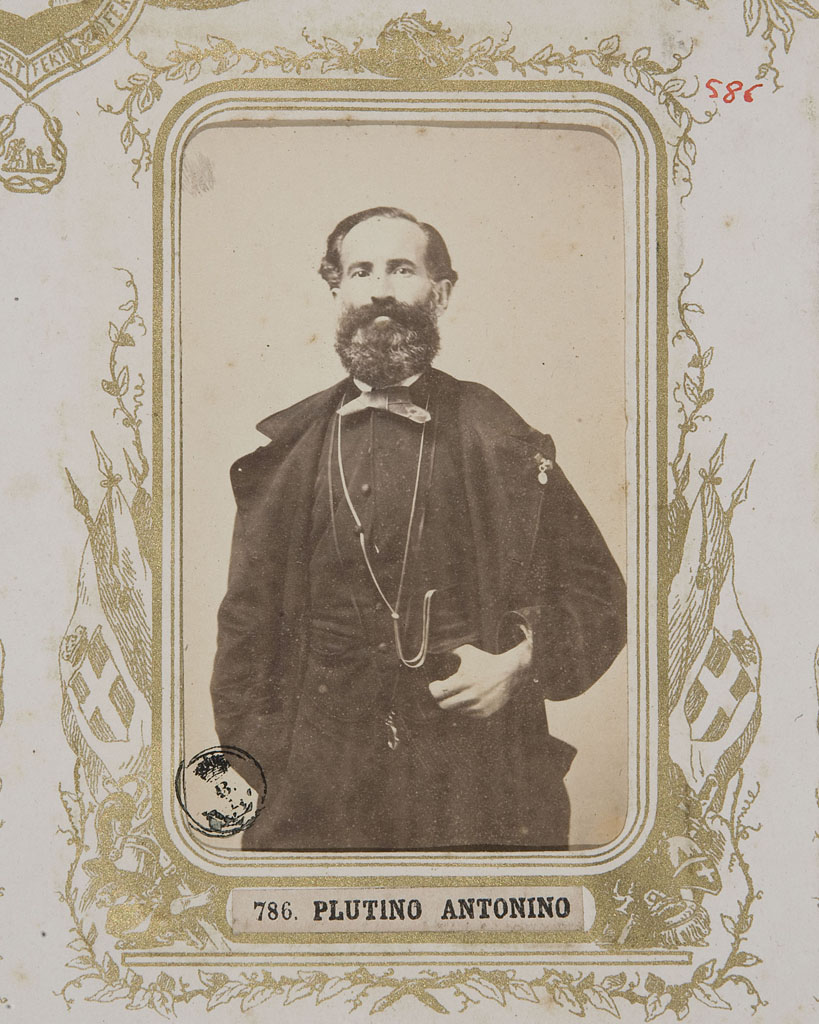
Antonino Plutino

1. Marco Paccanaro (Este, 1842 - Livourne, 14 octobre 1864)
2. Andrea Pacini (Bientina, 1er octobre 1822 - Livourne, 5 juillet 1871), boulanger.
3. Vincenzo Padula (Padula, 16 octobre 1831 - Barcellona di Sicilia, 29 août 1860)
4. Tito Paffetti (Orbetello, 25 avril 1842 - Arcidosso, 15 novembre 1870)
5. Antonio Pagani (fu Giuseppe), (Côme, 5 octobre 1833 - ibid., 26 octobre 1871), sous-lieutenant du 7e d’infanterie.
6. Costantino Pagani, sotto il falso nome di Costantino De Amicis (Borgomanero, 15 janvier 1837 - Calatafimi, 15 mai 1860), ex-lieutenant d’infanterie.
7. Giovanni Pagani (Tagliuno, 4 janvier 1845), garçon de pharmacie.
8. Lazzaro Martino Pagano (Gênes, 11 novembre 1828), propriétaire.
9. Tommaso Pagano (Gênes, 22 janvier 1838 - 4 mars 1868)
10. Mario Palizzolo (Trapani, 14 janvier 1823), colonel d’infanterie.
11. Palmiro Palmieri (Montalcino, 2 mars 1841 - Orbetello, 3 avril 1871
12. Antonio Panciera (Castelgomberto, 1er janvier 1840), propriétaire.
13. Alessandro Panseri (Bergame, 13 février 1838), agent d'étude.
14. Aristide Panseri (Bergame, 3 septembre 1842), fabricant de meubles.
15. Eligio Panseri (fu Francesco) (Bulciago, 27 mai 1833 – mort par blessure à Palerme, 27 mai 1860)
16. Giuseppe Panseri (Bergame, 24 février 1843), menuisier.
17. Antonino Parini, recte Antonio Parrino (Palerme, 15 août 1838), officier de port de 1re classe.
18. Andrea Cesare Paris (Pinerolo, 11 avril 1820-1875)
19. Giuseppe Parodi (Gênes, 4 août 1842)
20. Tommaso Parodi (Gênes, 8 novembre 1791), major.
21. Giuseppe Giacobbe Parpani (Bergame, 3 mars 1836), propriétaire.
22. Giovanni Pasini (Scandolara Ravara, 27 décembre 1835), capitaine du 64e régiment d’infanterie.
23. Pietro Pasquale (Sagliano Micca, 10 juillet 1832), négociant.
24. Agostino Pasquinelli (Zogno, 1er mai 1840), journaliste.
25. Giacinto Pasquinelli (Livourne, 1840 - ibid., 4 juillet 1867), boucher.
26. Giuseppe Passano (Gênes, 29 septembre 1842), commerçant.
27. Domenico Passeri (Spolète, août 1832), boucher.
28. Filippo Patella (Agropoli, 25 mars 1817), proviseur de lycée à Naples.
29. Roberto Patresi (Legnago, 25 janvier 1804 - 3 avril 1877), major général à la retraite.
30. Giuseppe Paullon Stella (Barcis, 3 février 1842), vendeur de vin.
31. Ippolito Pavanini (Rovigo, 22 mars 1839), propriétaire.
32. Giuseppe Pavesi (Milan, 29 juillet 1840 - Calatafimi, 15 mai 1860)
33. Leonardo Ercole Pavesi (Linarolo, 15 mars 1835), garçon dans un tabac.
34. Urbano Pavesi (Albuzzano, 27 août 1842), propriétaire ingénieur.
35. Lorenzo Pavoni (Bergame?)
36. Annibale Ulisse Pedotti (fu Paolo) (Laveno, 13 mai 1831 - mort au combat lors de la bataille du Volturno, 1er octobre 1860)
37. Giacomo Pedrazza (Zanè, 9 décembre 1833), propriétaire.
38. Costantino Pedrali (Bergame, 17 mars 1842), cordonnier.
39. Antonio Pellegrino (Palerme, 17 janvier 1828), procurateur de maison commerciale.
40. Lorenzo Pellerano (Rapallo, 4 juillet 1811) porteur.
41. Giovanni Pendola (Gênes, 7 mars 1836), menuisier.
42. Giovanni Battista Pentasuglia (Matera, 3 novembre 1821), inspecteur général des télégraphes.
43. Biagio Perduca (Pavie, 1835 - Milan, 13 février 1871)
44. Paolo Carlo Giuseppe Tobia nobile Peregrini (Capiago, 18 avril 1842 - Capiago, CO., 15 janvier 1873), lieutenant du  50e d’infanterie.
45. Valeriano Perelli (Milan, 10 octobre 1821), lieutenant du 34e d’infanterie.
46. Samuele Perico (Scano al Brembo, 15 janvier 1839), journalier.
47. Luigi Perla (Bergame il 20 septembre 1839 - Talant il 21 janvier 1871), sous-lieutenant dans le  61e d’infanterie[12].
48. Giovanni Pernigotti (Bosco Marengo, 15 novembre 1842)
49. Giuseppe Peroni (Soresina, 1er novembre 1840), ingénieur.
50. Luigi Perotti (Turin, 22 juillet 1829), lieutenant dans les carabiniers royaux, puis employé à l’hospice de Charité.
51. Emilio Perselli (San Daniele del Friuli, 26 avril 1832 - ibid., 21 août 1870), doreur.
52. Eugenio Pescina (Borgo San Donnino, 15 mai 1843), copiste.
53. Francesco Pesenti (Piazzo Basso, 18 octobre 1828), travailleur en lingerie.
54. Giovanni Pesenti (Bergame, 10 juillet 1825), lavandier.
55. Maria Giuseppe Pessolani (Atena Lucana, 27 février 1807 - ibid., 23 novembre 1871), major.
56. Giuseppe Petrucci (Livourne, 6 juillet 1842), mécanicien.
57. Giovanni Battista Pezza (Alleghe, 1er janvier 1838), capitaine à la direction du génie militaire.
58. Pietro Pezzuti (Polcenigo, 20 novembre 1837), cordonnier.
59. Pietro Piai (Trévise, 23 avril 1842), journalier.
60. Pietro Pianeri (Lograto, 10 octobre 1828 - Palerme, 1860)
61. Bruce Piantanida (Bergame, 3 septembre 1840), agent d’expédition.
62. Giovanni Piantoni (Milan, 15 juin 1839), tailleur.
63. Giovanni Battista Picasso (Gênes, 11 septembre 1839 - Custoza, 24 juin 1861)
64. Daniele Piccinini (Pradalunga, 3 juin 1830), négociant en terres cuites.
65. Enrico Piccinini (Albino, 16 mai 1831)
66. Raffaele Piccoli (Castagna (CZ), 10 octobre 1819)
67. Raffaele Pienovi (Gênes, 21 juillet 1822), médiateur.
68. Augusto Pierotti (Livourne, 14 juin 1839), teinturier.
69. Giovanni Palmiro Pierotti (Livourne, 1831).
70. Desiderato Pietri (Bastia - Calatafimi, 15 mai 1860)
71. Lorenzo Pietroboni (Trévise, 9 août 1826)
72. Antonio Pievani (fu Giovan Battista) (Tirano, 19 septembre 1837), même résidence, propriétaire et docteur en mathématiques.
73. Gian Domenico Pigazzi (Padoue, 30 mars 1836), médiateur.
74. Giuseppe Pilla (Conegliano, 2 décembre 1822), cordonnier.
75. Antonio Pini (Grosseto, 27 février 1835 - ibid., 3 septembre 1870)
76. Pacifico Pini (Isola del Giglio, 23 juin 1826), marin.
77. Pietro Pirolli (Vérone, 21 juillet 1821), major à la retraite.
78. Luigi Pistoja (Subiaco, 27 février 1831), maçon.
79. Marco Pistoja (Palerme, 23 mars 1827), gargotier.
80. Domenico Piva (Rovigo, 3 décembre 1825), colonel de l’armée.
81. Remigio Piva (Rovigo, 28 février 1840), ingénieur, puis receveur du loto royal.
82. Lodovico Pizzagalli (Bergame, 6 avril 1840), écrivain public.
83. Carlo Plona (Venise, 9 février 1834), officier.
84. Giovanni Battista Plona (Brescia, 2 mai 1818 - ibid., 31 août 1863)
85. Antonino Plutino (Reggio Calabria, 10 décembre 1811 - Rome, 25 avril 1872), lieutenant colonel d’infanterie.
86. Giuseppe Poggi (Gênes, 1824 - Barcellona Pozzo di Gotto, 30 juillet 1860)
87. Carlo Poleni (Bergame, 11 juillet 1833 - ibid., 4 juillet 1870)
88. Giovanni Battista Poletti (Albino, 22 novembre 1840), employé des chemins de fer et officier de l’armée.
89. Giuseppe Polidori (Montone, 1er avril 1836 - Città di Castello, 5 juin 1861)
90. Francesco Attilio Ponviani (Bergame, 20 janvier 1838), propriétaire.
91. Ilario Porta (Orbetello, 27 juin 1838), cocher.
92. Antonio Portioli (Scorzarolo, 17 janvier 1840), avocat.
93. Augusto Povoleri (Trévise, 23 avril 1838 - 12 mars 1870)
94. Gaetano Giovanni Pozzi (Pavie, 15 octobre 1846), employé du privé.
95. Paolo Preda (Milan, 6 mai 1844), commis d’étude.
96. Ireneo Preis, recte Prex (Florence, 17 décembre 1835), employé de chantiers.
97. Luigi Premi (Casalmoro, 8 janvier 1838 - 16 février 1905), capitaine de l’armée.
98. Enrico Presbitero (Orta Novarese, 4 octobre 1839 - Milan, 29 novembre 1871)
99. Luigi Prignacchi (Fiesse, 26 mai 1840), sous-lieutenant.
100. Luigi Prina (Villafranca di Verona, 20 décembre 1830 - ibid., 25 mars 1877), médiateur.
101. Angelo Profumo (San Francesco d'Albaro - Calatafimi, 15 mai 1860)
102. Giuseppe Profumo (Gênes - Reggio Calabria, 1860)
103. Giovanni Pullido (Polesella, 26 juillet 1832), commerçant.
104. Paolo Giuseppe Punta (Novi Ligure, 1841 - ibid., 15 novembre 1864)

### Q
1. Antonio Quarenghi (Villa d'Almè, 5 septembre 1843), propriétaire.
2. Carlo Emanuele Quezel (Gênes, 18 avril 1837 - Sorrento, 5 mars 1871)

### R
1. Antonio Raccuglia (Palerme, 31 décembre 1815), propriétaire.
2. Antonio Radovich (Spresiano, 1er mai 1837), ex-sous-lieutenant du 65e d’infanterie.
3. Francesco Ragusin (Venise, 20 juin 1821), capitaine du 53e d’infanterie.
4. Luigi Raimondi (fu Giovanni) (Castellanza, 8 septembre 1824), résident à Milan, portier.
5. Alessandro Raimondo (Alba, 15 février 1832), propriétaire.
6. Felice Raj (Soresina, 15 octobre 1830), médecin.
7. Mansueto Ramponi (Canonica, 22 décembre 1838), ouvrier
8. Matteo Riccardo Rasia (Cornedo Vicentino, 27 janvier 1842 - ibid., 17 janvier 1864)
9. Paolo Luigi Raso (Sarzana, 3 décembre 1832), boulanger.
10. Antonio Davide Ratti (Vignate, 19 mars 1830), médiateur.
11. Eugenio Ravà (Reggio Emilia, 1er mai 1840)
12. Luciano Raveggi (Orbetello, 12 décembre 1837)
13. Carlo Ravetta (Milan, 5 avril 1841), patron de bistrot.
14. Luigi Ravini (Cavenago d'Adda, 25 mars 1839, résident à Rome, avocat.
15. Enrico Razetto (San Francesco di Albaro, 2 janvier 1840), propriétaire.
16. Giuseppe Rebuschini (fu Girolamo), (Dongo, 1er janvier 1839), résident à Besozzo, ingénieur.
17. Angelo Giovanni Rebeschini (Venise, 15 août 1836 - Milan, 24 novembre 1868)
18. Andrea Rebuzzone (Gênes, 9 octobre 1836)
19. Domenico Repetto (Tagliolo Monferrato, 1er août 1829 - 18 novembre 1871)
20. Innocente Eugenio Retaggi (Milan, 16 novembre 1831), tailleur.
21. Giovanni Battista Riccardi (Bergame, 7 octobre 1838 - 22 décembre 1871), écrivain public
22. Carlo Ricci (Pavie, 9 février 1841 - ibid., 29 novembre 1871)
23. Enrico Ricci (Livourne, 7 mars 1835)
24. Gustavo Giuseppe Ricci (Livourne, 17 février 1839), boulanger.
25. Pietro Armentario Ricci (Pavie, 31 juillet 1841), notaire.
26. Filippo Riccioni (Ligonchio, 26 mai 1836), journalier.
27. Enrico Eugenio Richiedei (Salò, 4 septembre 1833 - Palerme, 28 mai 1860)
28. Daniele Ricotti (Landriano, 27 mars 1837), médecin.
29. Edoardo Rienti (fu Carlo), (Côme, 30 novembre 1834), résidant à Milan, agent de commerce.
30. Giovanni Battista Rigamonti (Pavie, 23 juin 1838), cordonnier.
31. Raffaele Righetto (Chiampo, 10 février 1838), ingénieur, propriétaire.
32. Luigi Rigoni (Vicence, 29 novembre 1823), garçon.
33. Raffaele Rigotti (Malo, 2 septembre 1839 - Pavie, 21 août 1861), propriétaire.
34. Giuseppe Rino (Messina, 4 mars 1839)
35. Pietro Ripari (Solarolo Rainerio, 20 juillet 1802), médecin.
36. Giuseppe Luigi Rissotto (Gênes, 9 février 1836), négociant, officier de l'armée royale.
37. Celestino Riva (Pontida, 23 septembre 1839), cordonnier.
38. Giuseppe Riva (Milan, 11 avril 1828), garçon.
39. Luigi Riva (Palazzolo dello Stella, 26 juillet 1837), agent commercial.
40. Luigi Isidoro Riva (Agordo, 11 octobre 1842), employé de la Banque nationale de Belluno.
41. Francesco Rivalta (Palmaro di Pra', 3 novembre 1833), écrivain public.
42. Raffaele Rivosecchi, detto Arigosetti (Cupra Marittima, 7 mai 1829 - ibid., 16 juillet 1861), marin.
43. Luigi Rizzardi (Brescia, 16 avril 1835), propriétaire.
44. Tommaso Attilio Rizzotti (Roncoferraro, 8 avril 1837), propriétaire. Il démissionne en 1867 avec le grade d'officier dans la cavalerie légère de Lodi, à laquelle il appartenait depuis 1861.
45. Caterino Felice Rizzi (Isola Porcarizza, 28 août 1842), résidant à Montagnana.
46. Marco Pompeo Rizzi (Milan, 29 septembre 1833), directeur au siège de Reggio Calabria de la Banque nationale.
47. Antonino Rizzo (Trapani, 20 février 1824 - Palerme, 21 mai 1860)
48. Gaetano Roccatagliata (Gênes – Palerme)
49. Carlo Rodi (Bosco Marengo, 1801 - Fresonara, 22 février 1861)
50. Giovanni Battista Roggierone (Gênes – Villa Gualtieri, Maddaloni, 1er octobre 1860)
51. Giuseppe Romenello (Arquata Scribid.a, 18 mars 1839 - Calatafimi, 24 mai 1860)
52. Tommaso Romeni (Pise, 13 mars 1828), tailleur.
53. Tommaso Roncallo (Gênes, 11 novembre 1838), commerçant.
54. Vincenzo Rondina (Livourne, 28 mars 1837).
55. Filippo Ronzoni (Brescia, 13 novembre 1837 - 24 décembre 1861)
56. Pietro Giuseppe Rosani, pseudonyme Giulio Rossi (Naples, 16 mai 1838), écrivain public, soldat dans le 19e régiment en 1859.
57. Giovanni Rossetti (Trebaseleghe, 14 avril 1836), avocat.
58. Andrea Rossi (Diano Marina, 14 août 1814).
59. Antonio Rossi (Governolo, 30 septembre 1835 - Syracuse, 11 juin 1871), commis à la subsistance militaire de Casale.
60. Luigi Rossi (Pavie, 8 février 1839), chapelier.
61. Pietro Rossi (Viterbe - Castel Giorgio, 24 juin 1871)
62. Francesco Rossignoli (Bergame, 1er avril 1840), employé du privé.
63. Carlo Rossotti (Chieri, 25 mars 1834)
64. Carlo Rota (Alzano Major, 9 octobre 1842 - Bergame, 14 novembre 1871), écrivain public
65. Luigi Rota (fu Giuseppe) (Bosisio Parini, 29 avril 1838), résidant à Cassano d'Adda
66. Giuseppe Rotta (Caprino Veronese, 6 mai 1833 - province de Naples, 1863), capitaine du 35e d’infanterie.
67. Carlo Rotta Rossi (Alzano Major, 12 juillet 1841 - Salerne, 20 septembre 1861), lieutenant du 18e d’infanterie.
68. Carlo Rovati (Pavie, 17 septembre 1836).
69. Giuseppe Rovati (Mirandola, 15 janvier 1826 - 5 février 1871), cordonnier.
70. Giuseppe Roveda (Milan, 2 décembre 1839), commis d’étude.
71. Giulio Rovighi (Carpi, janvier 1830), commis.
72. Francesco Sperandio Ruggeri (Bergame, 23 juillet 1833), vendeur de fruits.
73. Egidio Ruspini (Milan, 12 juin 1839)
74. Camillo Rutta (Broni, 9 février 1834)

### S
1. Achille Sacchi (fu Antonio), (Gravedona, 15 août 1835) pharmacien.
2. Achille Leopoldo Sacchi (Pavie, 1840 - Calatafimi, 15 mai 1860)
3. Eugenio Ajace Sacchi (fu Antonio), (Appiano Gentile, 14 novembre 1839 - Ligornetto, 9 novembre 1869), résidant à Appiano Gentile, exclu en 1866 du droit à la médaille et à la pension, puis réadmis, frère du précédent Achille Sacchi (fu Antonio).
4. Lodovico Sacchy (Ödenburg, 13 septembre 1826)
5. Antonio Sala (Milan, 13 août 1822 - Bergame, 13 juillet 1898)[6], ferronnier.
6. Lazzaro Salterio (fu Francesco) (Annone di Brianza, 8 juillet 1824), lieutenant-colonel de l’armée.
7. Lodovico Salterio (Milan, 22 août 1840 - Crema, 23 mars 1861)
8. Giuseppe Salvadori (Venise, 27 mars 1833).
9. Domenico Sampieri (Adria, 28 avril 1828), colonel du 20e d’infanterie.
10. Giovanni Battista Sanda (Bergame, 6 septembre 1828 - ibid., 5 septembre 1877), cordonnier.
11. Ambrogio Sannazaro (Milan, 27 janvier 1842), nettoyeur de meubles.
12. Antonio Santelmo (Padula, 25 décembre 1815), propriétaire.
13. Giovanni Sartini (Siena, 11 juillet 1837), cordonnier.
14. Francesco Bartolomeo Savi (né à Gênes, mort en 1861)
15. Stefano Giovanni Savi (Livourne, 1840 - 3 juillet 1861).
16. Ferdinando Scacaglia (Berceto, 5 décembre 1823), maçon.
17. Angelo Scaglioni (Corpi Santi, 1842 - Chambéry, 1870)
18. Cesare Scaluggia (Cailina di Villa di Cogozzo, ora Cailina di Villa Carcina, 6 décembre 1837 - San vigilio di Concesio 6 mai 1866)
19. Pietro Scaratti (Medole, 24 décembre 1840), ex-lieutenant à la retraite.
20. Paolo Scarpa (Latisana, 9 juillet 1839), ingénieur.
21. Gaetano Vincenzo Scarpari (Brescia, 7 septembre 1817 - 3 septembre 1867)
22. Michelangelo Scarpari (Botticino Sera, 13 avril 1818 - Mompiano, 4 décembre 1875) sous-lieutenant du 7e d’infanterie.
23. Pietro Scarpis (Conegliano, 15 novembre 1832), notaire.
24. Cesare Scheggi (Florence, 20 septembre 1833 - Lucques, 2 mai 1876), barbier.
25. Simone Schiaffino (Camogli - Calatafimi, 15 mai 1860)
26. Sante Schiavoni (Santa Maria di Sala, 1827 - Milan)
27. Giovanni Raffaele Schira (Pieve Porto Morone, 1er septembre 1838), capitaine de l’armée.
28. Ildebrando Scipiotti (Mantova, 16 novembre 1832), officier de l'armée royale.
29. Andrea Scognamillo (Palerme - Gênes, 1861)
30. Luigi Scolari (Este, juin 1837), employé extraordinaire de l'Intendance des finances.
31. Ambrogio Scopini (Milan, 1824 - Pavie, 26 juin 1870)
32. Antonio Scordilli (Venise, 28 juillet 1820)
33. Carlo Scotti (Verdello, 30 juin 1837), notaire.
34. Cesare Scotti (Medolago, 3 juin 1834)
35. Lorenzo Giovanni Battista Achille Scotto (Rome, 12 juillet 1836), peintre.
36. Pietro Scotto (Gênes, 26 avril 1841), fondeur de caractères.
37. Enrico Scuri (Bergame, 4 juin 1839 - ibid., 7 avril 1861)
38. Ferdinando Secondi (Dresano, 29 août 1836), propriétaire.
39. Giovanni Antonio Semenza (Monza, 5 février 1836 - Milan, novembre 1877), avocat.
40. Ovidio Serino (Carifi 5 avril 1813), prêtre.
41. Giovanni Jacopo Sgarallino (Livourne, 9 mars 1826), commerçant.
42. Antonio Siliotto (Porto Legnago, 6 août 1838), avocat.
43. Carlo Guido Silva (Bergame, 17 septembre 1844), officier de l’armée royale.
44. Antonio Simonetta (Milan – Palerme, 28 mai 1860)
45. Ignazio Simoni (Medicina, 15 août 1826 - Novara, 7 avril 1862), major de l’armée.
46. Carlo Sirtoli (Bergame, 24 décembre 1838 - Nola, 15 avril 1876), lieutenant du 62e d'infanterie.
47. Melchiorre Sirtoli (Bergame, 10 février 1819), peintre, officier de l’armée royale.
48. Giuseppe Sirtori (fu Giuseppe) (Casate Vecchio, 17 avril 1813 – Rome, 18 septembre 1871), chef d'état-major de Garibaldi, commandant de division à Custoza, lieutenant général de l'armée.
49. Carlo Giuseppe Sisti (Pasturago, 16 juin 1841 - ibid., 6 décembre 1870).
50. Giovanni Battista Egisto Sivelli (Gênes, 22 novembre 1843), négociant.
51. Domenico Socal (Venise, 24 mars 1838), musicien.
52. Camillo Vincenzo Solari (Gênes, 3 juin 1835)
53. Francesco Solari  (nato a Gênes?), sous-lieutenant du 42e régiment d’infanterie.
54. Luigi Solari (Gênes, 26 janvier 1840), commerçant.
55. Giuseppe Soligo (Trévise, 12 juillet 1826 - Radicofani, 14 septembre, 1861), sous-lieutenant du 53e d’infanterie.
56. Ignazio Sora (Bergame, 25 février 1840), négociant.
57. Giovanni Soranga (Calcio, 17 août 1837), métayer.
58. Giuseppe Sorbelli (Castel del Piano, 15 juillet 1815 - 4 juillet 1871)
59. Pietro Spangaro (Venise, 1813), colonel d’infanterie.
60. Francesco Speranzini (Mantova, 5 avril 1840), agriculteur.
61. Pietro Sante Sperti (Livourne, 6 juillet 1837), journalier.
62. Francesco Sprovieri (Acri, 2 mai 1826), colonel de l’armée et député au parlement.
63. Vincenzo Sprovieri (Acri, 20 février 1823), propriétaire, avocat et sénateur du royaume.
64. Pietro Stagnetti (Orvieto, 30 avril 1827)
65. Giuseppe Stefanini (Arcola, 11 janvier 1846)
66. Innocente Stella (Arsiero, 14 juillet 1837 - Villa Gualtieri, Maddaloni, 1er octobre 1860), rentier.
67. Antonio Sterchele (Trento, 29 septembre 1883)
68. Achille Strazza (Milan, 1842), chef de gare des chemins de fer.
69. Giuseppe Strillo (né à Venise?, 1832), marin, sergent à Talamone dans la 4e compagnie, 15e division, 2e bataillon.
70. Francesco Stocco (Decollatura, 1806), propriétaire et général.

### T
1. Giovanni Tabacchi (Mirandola, 26 septembre 1828), propriétaire, ingénieur.
2. Rainero Taddei (Reggio Emilia, 4 avril 1823 - Custoza, 24 juin 1866), lieutenant colonel du 23e d’infanterie.
3. Baldassarre Tagliabue (fu Battista) (Côme, 22 mars 1822), résident à Milan, tailleur.
4. Pilade Tagliapietra (Motta di Livenza, 11 novembre 1836 - Reggio Calabria, 21 août 1860)
5. Pietro Tagliavini (Parme, 13 mai 1833), journalier.
6. Eugenio Tailleurri (Sacile, 15 juin 1830 - Calatafimi, 15 mai 1860), propriétaire.
7. Giovanni Tailleurri (Corteno (Bergame), 27 février 1836), garçon.
8. Pietro Giovanni Battista Tailleurri (Levico, 28 décembre 1831 - Côme, 7 août 1870)
9. Giuseppe Luigi Tailleurrio (Gênes – Calatafimi, 15 mai 1860)
10. Giuseppe Tamagni (Bergame, 20 juillet 1840), employé des chemins de fer.
11. Natale Giulio Tambelli (Revere, 10 octobre 1841), propriétaire.
12. Antonio Tamburrini (Belgioioso, 29 mars 1842), droguiste.
13. Giovanni Battista Tamisari (Lonigo, 24 janvier 1831)
14. Faustino Tanara (Langhirano, 16 février 1833 - 5 octobre 1871), métayer.
15. Angelo Tarantini (La Maddalena, 13 décembre 1836), négociant.
16. Felice Taroni (fu Giacomo) (Urio, 11 avril 1840), résidant à Milan, adjudicateur.
17. Vittore Tasca (Bergame, 7 septembre 1821), propriétaire.
18. Giuseppe Taschini (Brescia, 12 mai 1829 - 17 mai 1861)
19. Giacomo Tassani (Ostiano, 8 mars 1819 - Brescia, 4 juin 1878).
20. Giovanni Battista Tassara (Gênes), sculpteur et militant socialiste.
21. Edoardo Tatti (Milan, 13 juillet 1838)
22. Luigi Tavella (Brescia, 27 novembre 1843), propriétaire.
23. Arturo Termanini (Casorate Primo, 24 octobre 1839), capitaine de l’armée.
24. Giovanni Lorenzo Teruggia (fu Giovanni) (Laveno, 16 mai 1837), résidant à Naples, commerçant
25. Giacomo Terzi (Capriolo (Italie), 7 juillet 1847 - Brescia, 14 mai 1864)
26. Luigi Terzi (Bergame, 2 février 1829 - Palerme, juin 1860)
27. Oreste Terzi (Parme, 20 mai 1843), libraire.
28. Federico Tessera (Mettone, 24 août 1840), médecin.
29. Giovanni Battista Testa (Gênes, 1er juillet 1840), écrivain.
30. Gian Pietro Testa (Bergame, 12 novembre 1841 - Stazzano, 29 janvier 1867) propriétaire.
31. Luigi Testa (Seriate, 2 avril 1814)
32. Paolo Luigi Testa (Bergame, septembre 1842), fabricant de balance.
33. Rodobaldo Tibaldi (Belgioioso, 1839 - Milan, 17 juillet 1871)
34. Gaspare Tibelli (Bergame, 15 mai 1842 - Calatafimi, 15 mai 1860.
35. Giovanni Tigre (Venise, 9 mai 1825)
36. Giovanni Battista Tirelli (Maleo, 28 avril 1820 - Milan, 10 janvier 1878), capitaine.
37. Giovanni Battista Tironi (Bergame, 19 juillet 1834), tailleur.
38. Giuseppe Tironi (Chiuduno, 12 décembre 1831), lieutenant dans la milice mobile.
39. Oreste Tofani (Livourne, 26 août 1844), porteur.
40. Alessandro Toja (Gizzeria, 23 septembre 1822 - ibid., 20 septembre 1861)
41. Domenico Tolomei, recte Domenico Lattanzi (Collepardo, 11 juillet 1833), propriétaire.
42. Angelo Tommasi (Sibid.ano, 29 septembre 1839), tailleur.
43. Bortolo Tommasi (Sibid.ano, 3 mai 1830), fabricant de filets.
44. Gaetano Tommasini (Vigatto, 15 avril 1842), journalier.
45. Giovanni Battista Tonatto (Montagnana, 4 octobre 1828), forain.
46. Achille Toni-Bazza (Volciano, 17 juillet 1837 - Preseglie, 8 août 1863)
47. Raniero Egidio Tonissi (Grosseto, 30 juin 1842), garçon de café.
48. Giovanni Topi (Florence, 1831), porteur.
49. Pompeo Torchiana (Cremona, 17 octobre 1822), ingénieur ; lieutenant dans le génie jusqu'en août 1870, puis démissionnaire.
50. Rainerio Torresini (Padoue, 12 août 1838), journalier à l'intendance des Finances.
51. Giacomo Giovanni Francesco Torri (Brembate di Sotto, 11 avril 1844 - Naples, 9 décembre 1860).
52. Carlo Torri-Tarelli (fu Carlo) (Onno, 26 juin 1832), consul à Montevideo et Buenos Aires, mort à Onno le 14 décembre 1887 ;
53. Giuseppe Torri-Tarelli (fu Carlo) Onno di Oliveto Lario 16 juin 1839, mort à Catanzaro le 28 septembre 1860 par blessure au cours de combats[13] ;
54. Giuseppe Tozzi (Pavie, 1842 - Bologne, 25 juillet 1861), sous-lieutenant du 70e d’infanterie
55. Filippo Tranquillini (Mori, 1837 - Milan, 1879), avocat.
56. Andrea Traverso (Gênes - La Maddalena, 1er novembre 1871)
57. Francesco Traverso (Gênes, 19 avril 1841 - mars 1928), commerçant.
58. Pietro Traverso (Pra', 6 mai 1833 - Villa Gualtieri, Maddaloni, 1er octobre 1860), avocat.
59. Quirico Traverso (San Quirico Polcevera, 11 mars 1831 - Villa Gualtieri, Maddaloni, 1er octobre 1860)
60. Salvatore Travi (Gênes, 3 juillet 1842), menuisier.
61. Carlo Trezzini (Bergame, 15 novembre 1844 - ibid., 10 juin 1863)
62. Tito Trisolini (Naples, 20 décembre 1824), médecin.
63. Pietro Tronconi (Genzone, 26 avril 1841), écrivain public.
64. Luigi Tukory o Lajos Tüköry (Körösladány - Palerme, 27 mai 1860)
65. Giulio Emilio Turatti (Pavie, 19 avril 1843), écrivain public.
66. Romeo Turola (Badia Polesine, 27 novembre 1832 - 25 octobre 1871)
67. Pasquale Turolla, recte Pasquale Turola (Badia Polesine, 3 avril 1825 - Acqui Terme, novembre 1871)
68. Stefano Türr (Baja, 10 août 1825), en 1864 démissionnaire avec le grade de lieutenant général de l'armée royale.

### U
1. Luigi Ungar-Curti (Lonigo, 1837), machiniste.
2. Davide Cesare Uziel (Venise, 25 janvier 1835), commerçant.
3. Enrico Uziel (Venise, 13 octobre 1842 - Palerme, 28 mai 1860), maquignon.

### V
1. Giuseppe Vaccaro (Santa Maria di Bacezza, 30 mars 1832), caviste.
2. Carlo Giuseppe Pietro Vago (Milan, 14 février 1840)
3. Carlo Vagner (Meilen, 15 août 1837), paysan.
4. Angelo Romeo Vaj (Casorate Primo, 15 juin 1844 - Calatafimi, 15 mai 1860), boulanger.
5. Giovanni Vajani (Soresina, 22 novembre 1843), commerçant.
6. Carlo Valcarenghi (Bozzolo, o Piadena? - Palerme, 7 juin 1860)
7. Giuseppe Vincenzo Valder (Varèse, 13 décembre 1840 - Custoza, 1861)
8. Carlo Angelo Valenti (Casalmajor, 18 février 1839), voyageur de commerce.
9. Carlo Giuseppe Valenti (Bergame, 15 septembre 1840 - Palerme, 28 mai 1860)
10. Lorenzo Valenti (Livourne, 1831 - Sienne, 2 juillet 1872)
11. Pietro Valentini (Brescia, 14 juillet 1830 - ibid., 16 janvier 1871), photographe.
12. Alessandro Valoncini (Bergame, 19 décembre 1836), menuisier.
13. Ferdinando Valtolina (Caponago, 1819 - Milan, 4 août 1871)
14. Giuseppe Valugani (fu Giuseppe) (Tirano, 6 juin 1825 – Milan, 5 juin 1866).
15. Angelo Vannucci (Livourne, 24 août 1839), journalier.
16. Giuseppe Secondo Vecchio (Trebecco, 1er septembre 1835), journalier.
17. Pietro Achille Vecchio (Pavie, 29 novembre 1842 - ibid., 21 septembre 1877), cordonnier.
18. Giovanni Velasco (Orbetello), pêcheur.
19. Nicolò Maria Velasco (Trapani, 2 novembre 1810)
20. Eugenio Giovanni Battista Ventura (Rovigo, 16 janvier 1835), à partir du 1er mai 1873 employé des postes.
21. Pietro Ventura (Gênes, 11 septembre 1837), ébéniste.
22. Ernesto Venturini (Chioggia, 23 avril 1839), employé des chemins de fer.
23. Venanzio Venzo (Lugo di Vicenza, 20 octobre 1839), officier d’infanterie.
24. Antonio Vian (Palerme, 5 mars 1836), lieutenant.
25. Francesco Luigi Domenico Vicini (Livourne) : il semble que le nom ait été emprunté, la véritable identité est inconnue.
26. Giuseppe Viganoni (Bergame, 28 septembre 1828 - ibid., 7 mars 1861)
27. Francesco Vigo Pelizzari (Vimercate, 1836 - Mentana, 1867)
28. Leonino Vinciprova (Salerne - Torre Annunziata, 1874), major d’infanterie.
29. Lorenzo Viola (Brescia, 4 février 1836 - 9 septembre 1871)
30. Bartolomeo Vitale (Palerme, 7 juillet 1840), capitaine de la marine.
31. Giacomo Vittori (Montefiore dell'Aso, 1808 - 2 décembre 1871)
32. Giuseppe Volpi (Lovere, 4 octobre 1843 - Monte Suello, 1861)
33. Pietro Volpi (Zogno, 18 mars 1843), propriétaire.

### Z
1. Ferdinando Zago-Crovato (Rovigo, 10 janvier 1825 - Cagliari, 1er février 1861)
2. Antonio Zamarioli (Lendinara, 6 décembre 1820), paysan.
3. Angelo Zambeccari (Padoue, 1834)
4. Cesare Annibale Zambelli (Bergame, 6 février 1828 - Palerme, 1860)
5. Francesco Zamparo (Tolmezzo, 17 septembre 1844), employé.
6. Giacinto Zanardi (Pavie, 1833 - Foligno, 28 avril 1871), employé.
7. Camillo Zancani (Egna, 23 août 1820), commis d’étude.
8. Carlo Zanchi (Alzano Major, 10 mai 1839 - ibid., 13 novembre 1861)
9. Luigi Pietro Zanetti (Venise, 1843), surveillant de travaux routiers.
10. Napoleone Zanetti (Padoue, 14 février 1837), industriel.
11. Luigi Zanini (Villafranca di Verona, 28 septembre 1823)
12. Riccardo Zanni (Ancône, 6 décembre 1835), boulanger.
13. Attilio Zanolli (Vezzano, 22 août 1827), propriétaire.
14. Emilio Zasio (Pralboino, 27 mars 1831 - 23 décembre 1869), capitaine au 6e grenadiers.
15. Gaetano Zen (Adria, 23 février 1822 - 28 mai 1867), docteur en médecine.
16. Vincenzo Zennaro (Chioggia, 7 juin 1837 - Palerme, 1860).
17. Pietro Zenner (Vittorio, 8 mars 1838 - Reggio Calabria, 1860).
18. Giuseppe Giovanni Ziggiotto (Sossano, 17 octobre 1841), machiniste des chemins de fer.
19. Giovanni Battista Zignego (Porto Venere, 5 avril 1824), marin.
20. Francesco Ziliani (Travagliato, 11 février 1832), médecin chirurgien.
21. Carlo Zinetti, recte Carlo Zanetti (Sedrina, 24 novembre 1840), propriétaire.
22. Achille Zocchi (Pavie, 10 juin 1840)
23. Giuseppe Zolli (Venise, 27 juillet 1838), professeur.
24. Cesare Zoppi (Vérone, 1er août 1844), journalier au bureau communal.
25. Gaetano Zuliani (Venise, 1826 - 6 juillet 1868), baterlier.
26. Enrico Matteo Zuzzi, recte Enrico Mattia Zuzzi,  (Codroipo, 19 février 1838- 1921), médecin.